# Toxikológia

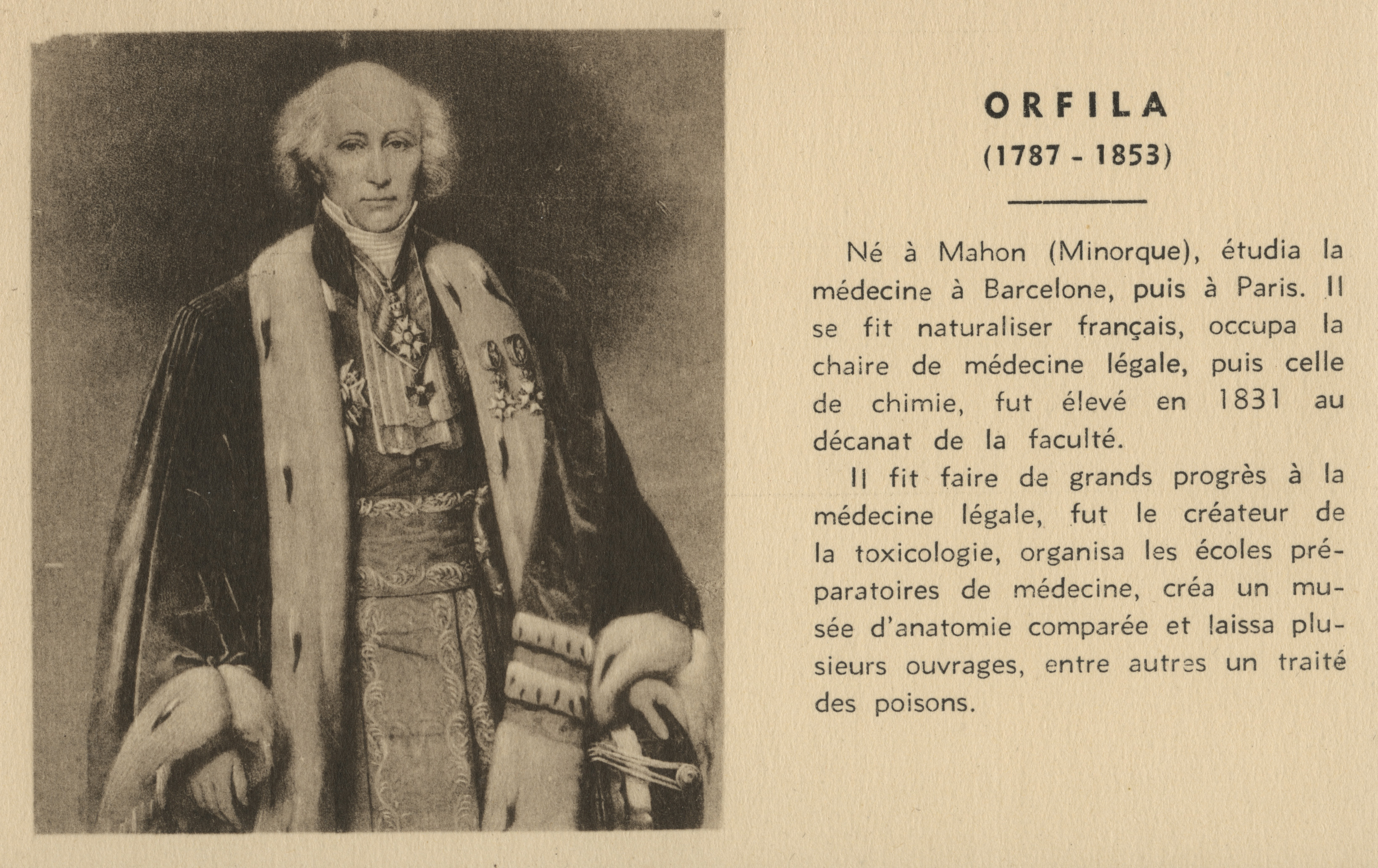
Mathieu Orfila (1787–1853), a modern orvosi toxikológia megalapítója

A toxikológia, azaz méregtan a klasszikus megfogalmazásban az orvoslás és gyógyszerészet egyik tudományága, amely a mérgek hatásmechanizmusával, támadáspontjának szervi, celluláris, szubcelluláris és molekuláris szintű elemzésével, továbbá a mérgek toxikokinetikájával foglalkozik.  Ezeken túl a toxikológia tárgykörébe tartozik még a mérgek kimutatásának leírása, a mérgezések prevenciója és terápiája is.
A méregtan, a klasszikus definíciójából következő sokrétűségén túl kiterjesztődik más tudományos alapú szaktevékenységekre és specializálódik aszerint, hogy mi áll figyelmének középpontjában. Így beszélhetünk kísérletes toxikológiáról, klinikai toxikológiáról, munkaegészségügyi-toxikológiáról, ipari és mezőgazdasági toxikológiáról, környezet-toxikológiáról, ökotoxikológiáról, igazságügyi toxikológiáról, a jogi és munkavédelmi szabályozást is magába foglaló regulációs-toxikológiáról.
A toxikológia klasszikus definíciója a szaktevékenységek figyelembevételével tágabb értelemben magába foglalja még a mérgek  biológiai és ökológiai hatását a bioszférára, követve a vegyszerek körforgását, életciklusát, továbbá meghatározza a vegyszerekkel történő foglalkozás szabályait, a gyártástól a felhasználáson át az újrahasznosításig.
Etimológia: Pedaniosz Dioszkoridész (I. sz.) görög katonaorvos, botanikus és farmakológus szerint a toxin kifejezés a görög „toxon” (=nyílvessző) szóra vezethető vissza, amely nyilvánvalóan a mérgezett nyilak használatára utal és amelyből a görög "toxikon", azaz "mérgező", vagy "toxikus" szó vezethető le.

## A toxikológia tárgya

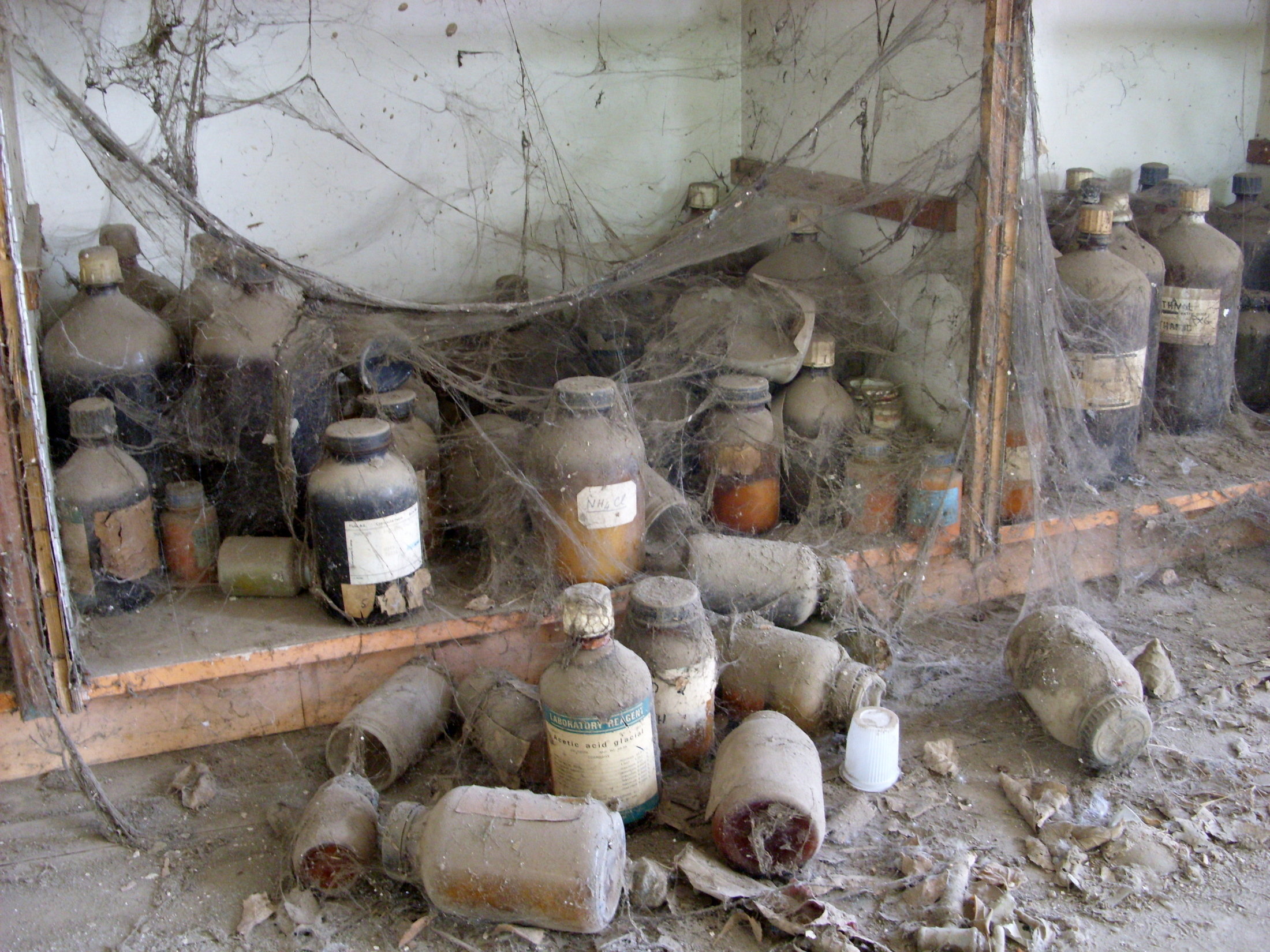
Az 1984-ben Indiában történt bhopáli katasztrófa, 500 ezer embert érintő tömeges mérgezés után a vegyi üzem területén feltárt szabálytalanságok egyike

A bioszféránkban fellelhető természetes ásványi, növényi és állati eredetű anyagok mellett mintegy 80-100.000-re tehető az ember által előállított, használt, valamint szennyezésként előforduló szintetikus vegyületek száma. Iparilag erősen szennyezett területen ez a szám akár a duplájára is emelkedhet.  Az ismert szerkezetű és nyilvántartott szintetikus anyagok száma mintegy 10 millióra tehető.
A kereskedelmi forgalomban lévő, engedélyezett, szintetikus vegyületek, – mint például a vegyipari alapanyagok, műanyagok, oldószerek, gyógyszerek, növényvédő szerek, kozmetikumok, festékek, élelmiszer-adalékok, élvezeti-szerek – mellett számos természetes növényi, állati vagy mikrobiális eredetű vegyület található még, amelyek a szervezetbe kerülve, az életműködést megzavarva, mérgezést okozhatnak. A szűkebb életterünkön kívül a környezetünket szennyező természeti folyamatok (vulkáni tevékenység, geológiai folyamatok) továbbá az emberi tevékenységből eredő, a levegőbe, az élővizekbe és a talajba kerülő szennyező kémiai anyagok további potenciális forrásai lehetnek a mérgezéseknek.

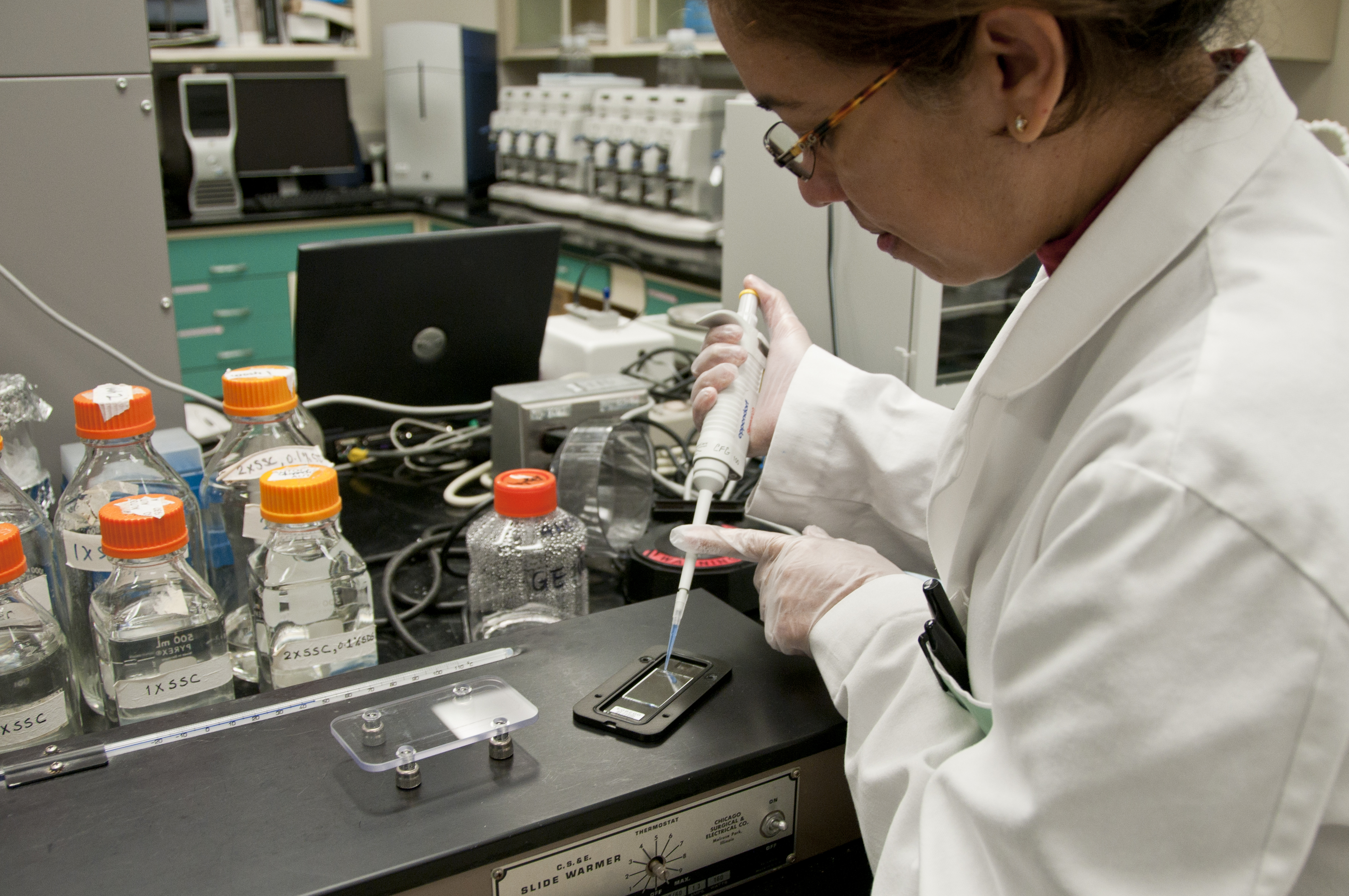
Mitokondriális DNS károsodásának vizsgálata toxikológiai ellenőrző kísérletben az USA Élelmiszerbiztonsági és Gyógyszerészeti Hivatalának (FDA) laboratóriumában

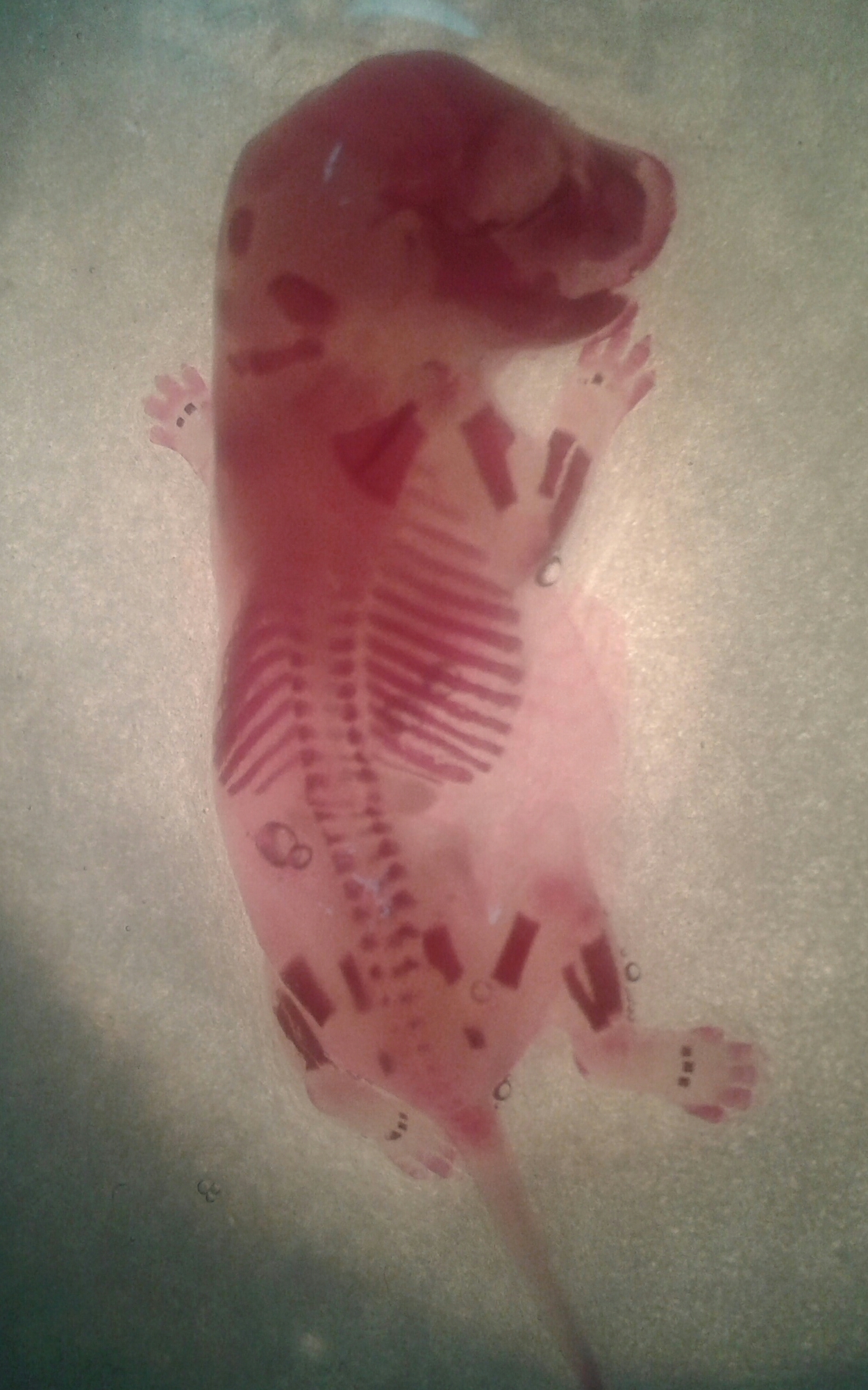
Patkányembrió csontfejlődésének ellenőrző vizsgálata teratológiai tesztben. A vizsgálati anyaggal kezelt kísérleti anyaállatot elaltatják, a méhéből az embriókat kimetszik, megnyúzzák, majd alizarinnal festik. Ezt követően lúgos kezeléssel a lágy szöveteket leoldják, áttetszővé teszik. Végül a csontozatot a kiértékelésig glicerinben tárolják és szigorú protokollt követve ellenőrzik a csontok hosszát, számát, a fejlődési rendellenesség kiszűrése érdekében.

A bioszféra és benne a közvetlen környezetünk xenobiotikumokkal (testidegen anyagokkal) való szennyezettsége és benne az ember érintettsége olyan mértékű, hogy szinte elkerülhetetlen, hogy azok az élő szervezetbe jussanak. A bekerült xenobiotikumok megzavarhatják az életműködéseinket szabályozó és fenntartó mechanizmusokat, esetleg a reprodukciós funkciókat is. Hogy ez bekövetkezik-e vagy sem, az annak függvénye, hogy a testidegen anyagokból mennyi jut a test felszínére, a nyálkahártyára, a tüdőbe, a tápcsatornába, majd onnan a szövetek, sejtek belsejébe. Egy határon túl minden kémiai anyag, még a nem testidegen anyagok is – mint a víz, oxigén, szén-dioxid –  képes ártalmas hatást, azaz mérgezett (toxikus) állapotot létrehozni.
A toxikológia tudományos módszerekkel több aspektusból is vizsgálja a mérgezések mechanizmusát.  Foglalkozik a méreg szervezetbe jutásának módjával és annak a szervezet folyadéktereiben történő megoszlásával, továbbá a sejtek biokémiai funkcióinak megzavarásával, elemzésével. Figyelemmel kíséri a szervezetbe jutott testidegen anyag metabolikus átalakulását és kiürülését, amely a szervezet egyik méreggel szembeni védekező mechanizmusa. A xenobiotikumok többnyire rövidebb vagy hosszabb idő után, részben átalakulva, részben változatlan kémiai formában elhagyják a szervezetet, de vannak példák arra is, hogy a szövetekben hosszú ideig felhalmozódnak (kumulálódnak) és így kiürülésük évekig is elhúzódhat. Arra is van példa, hogy a mérgező molekulák hosszan tartó vagy maradandó károsodást okoznak a szervezet makromolekuláiban (fehérjék, lipidek, RNS, DNS), amelyek közül elsősorban a DNS-en okozott kémiai változásoknak lehetnek a szervezet reprodukciós mechanizmusára nézve komoly következményei és amelyeket a toxikológia biokémiai módszerek alkalmazásával vizsgál. A mérgezést szenvedett beteg gyógyítása, terápiája és utógondozása az évszázadok alatt tapasztalati úton szerzett tudásra, továbbá a mai korszerű tudományos eredményeket felhasználó klinikai toxikológiai ismeretekre épülve történik.  Mára a klinikai toxikológia a modern medicina résztudományává és annak egyik szakorvosi tevékenységévé vált.
Toxikológiai szempontból megkülönböztetett figyelmet kapnak a terápiás célból alkalmazott xenobiotikumok, azaz gyógyszerek, amelyek a szervezetbe jutva (szándékoltan vagy tévedésből) köztudottan képesek befolyásolni az életműködéseket fenntartó vagy azokat szabályozó mechanizmusokat. Mivel a szervezet nem tesz különbséget, hogy milyen ok vagy szándék vezetett a testidegen anyaggal történő érintkezéshez, ezért a gyógyítási szándékkal szervezetbe jutott gyógyszereket is mérgeknek kell tekinteni és toxikológiai hatáselemzéseknek kell alávetni.  A gyógyszer-toxikológiai vizsgálatok során szerzett ismeretekkel lehet megbecsülni, hogy a szer emberen történő alkalmazása biztonságos lesz-e.  Sok esetben éppen a mérgező hatás alkalmazása a cél, az embert, állatot vagy a növénykultúrát károsító élő kórokozókkal szemben. Így kerülnek alkalmazásra vírus-, baktérium-, gomba-, protozoon- és féregellenes készítmények, továbbá a környezetünkben és táplálékláncunkban előforduló nemkívánatos élőlények elpusztítására alkalmas egyéb mérgező anyagok, mint fertőtlenítők, gombaölők (fungicid),  gyomirtók (herbicid), rovarirtók (inszekticid) és rágcsálóirtók (rodenticid). Jogos elvárás ezekkel a szerekkel szemben, hogy szelektív toxicitással csak a nemkívánatos célszervezeteket károsítsák, valamint a célszervezetekre lényegesen kisebb dózisban legyenek mérgezőek, mint a megkímélendő élőlényekre.
A mérgezésekkel kapcsolatos vizsgálatok és hatáselemzések elképzelhetetlenek a xenobiotikumok és metabolitjaik pontos kimutatása, azonosítása nélkül, amelyek kémiai- és műszeres-analitikai  módszerekre épülve szintén a toxikológia tárgykörébe tartoznak.
Az emberi tevékenységnek köszönhetően az elmúlt két évszázadban a bioszféra szennyezettsége és a táplálékláncunk veszélyeztetése oly mértékben vált kritikussá, hogy ez szükségessé tette az életterünkbe jutó kemikáliák forgalomba hozatalának nemzetközi és nemzeti szabályozását és amely így a toxikológia egyik új szakterületét, a regulációs toxikológiát hozta létre. A különböző kémiai anyagok forgalomba hozatalhoz szükséges méregtani szűrővizsgálatát általánosan elfogadott módszertani szabályok betartásával (ún. Good Laboratory Practice, GLP) nemzetközileg elfogadott és harmonizált szakmai irányelvek – ún. ICH irányelvek (International Conference of Harmonization) – alapján végzik, mely irányelveket az illetékes  nemzeti hatóságok sajátjukként alkalmaznak. Egy új vegyület (gyógyszer, növényvédő szer, festék, élelmiszer-adalék, stb.) forgalomba hozatalához az irányelvekben elfogadott toxikológiai szűrővizsgálatokat minden szervre kiterjedően több állatfajon el kell végezni, kiterjesztve azokat az esetleges rákkeltő vagy embriót károsító (teratogén) hatásokra is.

## A méreg fogalma
Toxikológiai szempontból a kémiai anyagokat két nagy csoportba soroljuk: a szervezetünkben előforduló vegyületekre és az abban normális működés mellett elő nem fordulóakra. Ez utóbbiakat testidegen anyagoknak, xenobiotikumoknak nevezzük. A xenobiotikumok kellő mennyiségben a szervezetbe jutva annak anyagcseréjét megzavarhatják, abban nemkívánatos biokémiai változásokat, a toxikológia terminológiáját használva mérgezést hozhatnak létre, amely szélsőséges esetben halálhoz is vezethet. Ebből következően méregnek tekintjük azokat a xenobiotikumokat, amelyek a szervezet normális anyagcseréjét megzavarva abban átmenetileg, tartósan vagy véglegesen mérgezett állapotot hoznak létre.
Említést érdemel, hogy a szervezet endogén anyagai között is van számos olyan vegyület, amely kellően nagy mennyiségben mérgezést, akár halálos mérgezést is okozhat, de a szervezet normális működése során ez a toxikus mennyiség sohasem áll elő.
Elvileg minden anyag méregnek tekinthető, de a mindennapi gyakorlatban csak azokat az anyagokat szokták annak tekinteni, amelyek már csekély mennyiségben is súlyos egészségkárosodást vagy halált okoznak. 
Egy vegyület megítélésében az az elsődleges szempont, hogy annak alkalmazása mekkora kockázattal jár, vagyis mennyire valószínű, hogy mérgező hatást fejt ki a szervezetre és nem az, hogy képes-e ártani. Ez pedig nem csak a molekula potenciális toxicitásától, hanem az expozíció mértékétől és valószínűségétől is függ. Toxikológiai szempontból tehát az a vegyület tekinthető méregnek, amelynek viszonylag kis egyszeri adagja is halálhoz vezethet, így vélhetően különös veszélyt jelent a szervezetre.
| VEGYÜLET                      | Halálos dózis nagyságrendje (mg/ttkg) |
| ----------------------------- | ------------------------------------- |
| Víz                           | 1 000 000                             |
| Alkoholok                     | 10 000                                |
| Vasvegyületek, vitaminok      | 1000                                  |
| Barbiturátok, altatók         | 100                                   |
| Morfin, kígyómérgek           | 10                                    |
| Nikotin, egyes növényi mérgek | 1                                     |
| Kuráre                        | 0,1                                   |
| Tetrodotoxin                  | 0,01                                  |
| Ciguatoxin                    | 0,001                                 |
| Botulin toxinok               | < 0,0001                              |

Az egyes vegyületek méreggé történő minősítéséhez és azok erősség szerinti besorolásához a kísérletes úton meghatározott akut LD50 érték (median halálos adag) szolgál alapul. Az LD50 érték megadja, hogy egy adott xenobiotikumból mekkora mennyiség okozza a kísérleti állatok 50%-ának pusztulását.
A továbbiakban már a reguláló szerv megítélésén múlik, hogy az LD50 értékek ismeretében a méregerősségi kategóriák közötti határokat hol húzza meg. Az Egyesült Államokban például azokat az anyagokat minősítik méregnek, amelynek az LD50 értéke kisebb, mint 50 mg/ttkg. Az Európai Unió az egyszeri orális (szájon át), továbbá dermális (bőrön át) és inhalációs (tüdőn át) halálos adagjuk alapján a vegyületeket négy kategóriába sorolja:
| KATEGÓRIA            | Orális LD50, ALD patkány mg/kg | Dermális LD50, ALD patkány vagy nyúl mg/kg | Inhalációs LC50, ALC patkány mg/liter /4 óra |
| -------------------- | ------------------------------ | ------------------------------------------ | -------------------------------------------- |
| Nagyon mérgező       | ≤ 25                           | ≤ 50                                       | ≤ 0,25                                       |
| Mérgező              | 25–200                         | 50–400                                     | 0,25–1                                       |
| Ártalmas             | > 200–2000                     | > 400–2000                                 | 1–5                                          |
| Nem minősül méregnek | > 2000                         | > 2000                                     | > 5                                          |

A vizsgálati anyagra vonatkozó LD50 értéket mg/ttkg mértékegységben szokás megadni, megjelölve a kezelés módját és a vizsgálathoz használt kísérleti állatfajt. A mértékegységben a ttkg testtömeg-kilogramm-ot jelöl. Könnyen belátható, hogy a mérgek akut letalitás alapján történő kategorizálása csak megközelítő tájékoztatást ad, de nem tükrözi teljes mértékben a szer alkalmazásának veszélyességét, vagy a szervezetben generált károsító hatások széles spektrumát.
Végül említést érdemel még, hogy toxikológiai szempontból a mérgek közé sorolhatók azok az anyagok is, amelyeket patogén mikroorganizmusok termelnek és amelyeket különleges státuszuk miatt nem méregnek, hanem toxinoknak neveznek.

## Vegyi expozíció
Ahhoz, hogy egy mérgezés bekövetkezzen a mérgező ágensnek érintkezésbe (fizikai kontaktusba) kell lépnie a szervezettel.  Ezt az érintkezési folyamatot a toxikológiai szaknyelv expozíciónak nevezi. Az érintkezés helyét, ahonnan a méreg felszívódik és bekerül a vérkeringésbe, expozíciós kapunak említi a toxikológia szaknyelve.
Az expozíció lehet külső, amennyiben a vegyület a test felszínére jut és lehet belső, amennyiben az bekerül a szervezet vérkeringésébe.  Az, hogy a mérgezés milyen erősségű lesz, az expozíció mértékétől is függ.  Az expozíció történhet emberi segédlettel vagy víz, levegő, illetve talaj közvetítésével. A xenobiotikumok a szervezetbe kerülhetnek szájon át, bőrön át vagy belégzést követően tüdőn át. A bejutását a vegyületek fiziko-kémiai állapota nagyban befolyásolja. Ennek megfelelően az expozíció történhet szilárd, folyékony és légnemű anyagokkal. Ez utóbbiak lehetnek gázok, gőzök vagy aeroszolok. Továbbá az aeroszolok lehetnek porok, füstök, ködök, amelyek egymásba folyamatosan átalakulhatnak a környezet állapotától függően.

## A mérgező hatás jellege

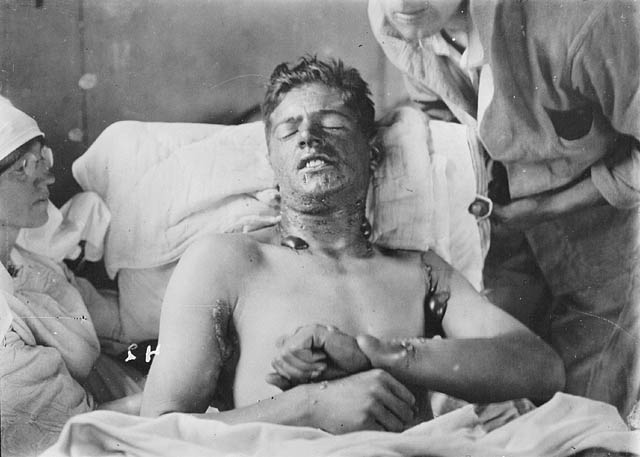
Lokalizált helyi hatás: mustárgáz okozta hólyagos égési nyomok a bőrön

A mérgezési reakció és annak folyamata több szempont figyelembevételével jellemezhető.
- A toxikus reakció megnyilvánulási helye szerint lehet:

- Lokalizált  helyi hatásról beszélünk, amikor a xenobiotikum szervspecifikusan és többnyire csak a célszerv szövetében okoz jelentős károsodást (lézió) – benzol a csontvelőben, a mangán az agy extrapiramidális rendszerében vagy a gyilkos galóca méreganyaga, az α-amanitin a máj szövetében. Hasonlóan lokális hatás jellemzi a maró anyagokat, amelyek elsősorban az érintkezés helyén (bőr, szem, légutak, nyálkahártya) fejtik ki roncsoló hatásukat - savak, lúgok, az egykor harcigázként alkalmazott klórgáz, vagy az ugyancsak vegyi fegyvernek használt mustárgáz.
- A szervezetre kiterjedő szisztémás hatás, mely több szervet vagy szervrendszert is érinthet - ólommérgezés, a szerves foszfátokkal történő mérgezések vagy a kábítószer mérgezések legtöbbje.

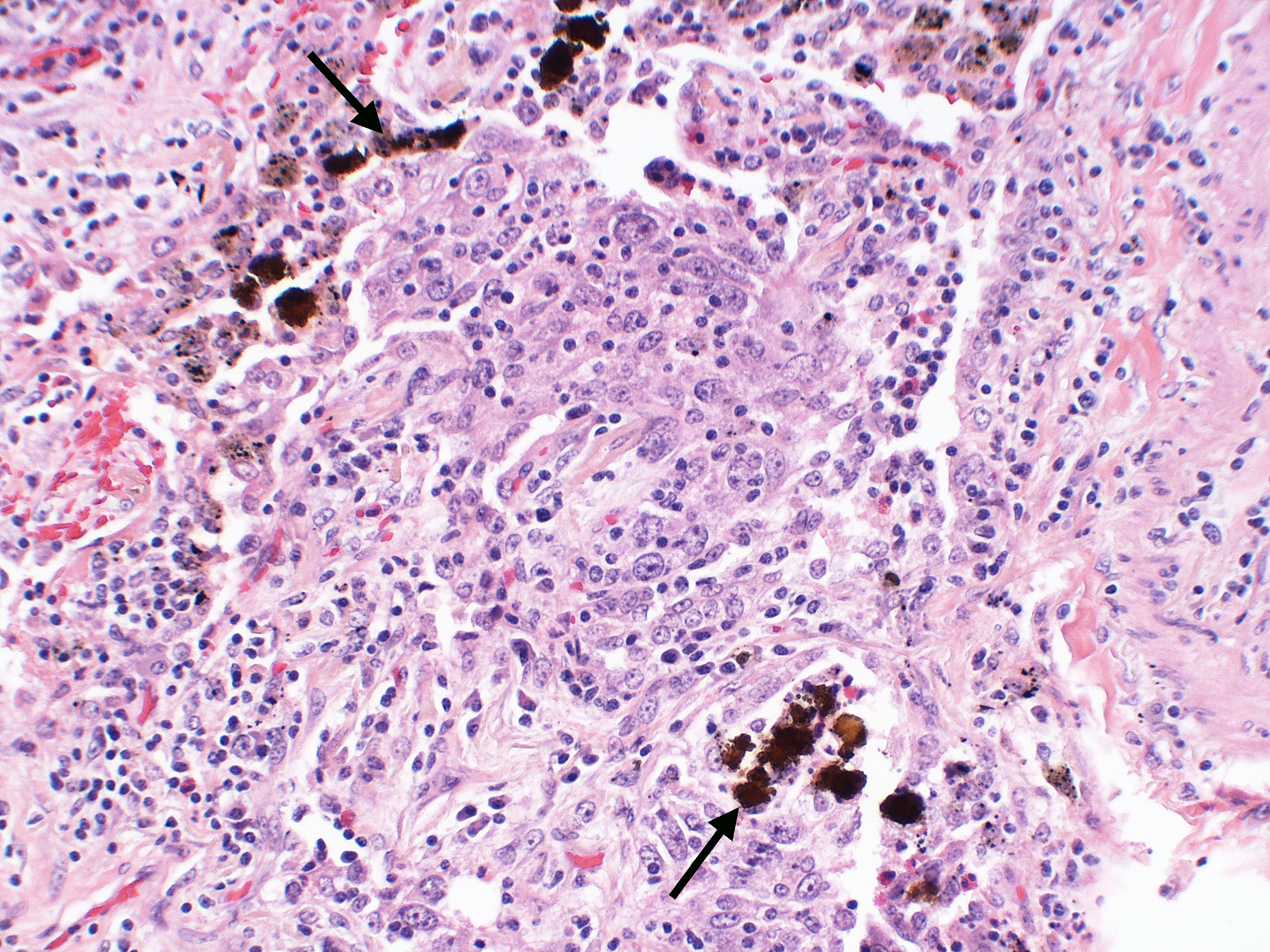
A tüdő rosszindulatú daganatos megbetegedésének (mezotelioma) szövettani képe, azbeszttel történő krónikus expozíció után - a nyíl az azbesztszálakat körülvevő vastartalmú fehérjék csomóira mutat

- Időbeli lefolyása szerint a toxicitás lehet:

- Korai (akut) hatásról beszélünk, ha a mérgezés első tünetei röviddel a méreggel történt expozíció után megjelennek, mint például a cianid vagy nikotin mérgezés esetén, de jól ismert az alkohol gyorsan megjelenő hatása is.
- Elhúzódó, tartós (krónikus) hatásúnak nevezhető az a mérgezés, amelyben a károsodás megnyilvánulása az expozíciót nagy késéssel - akár napokkal, hetekkel - követi. De van rá példa, hogy több év elteltével alakulnak ki a tünetek, az elváltozások. Krónikus expozíció rosszindulatú daganatok kialakulásához vezethet – például azbeszttel dolgozóknál vagy azzal hosszú ideig érintkezőknél tüdőrák kialakulására lehet számítani.

- A hatás iránya szerint lehet:

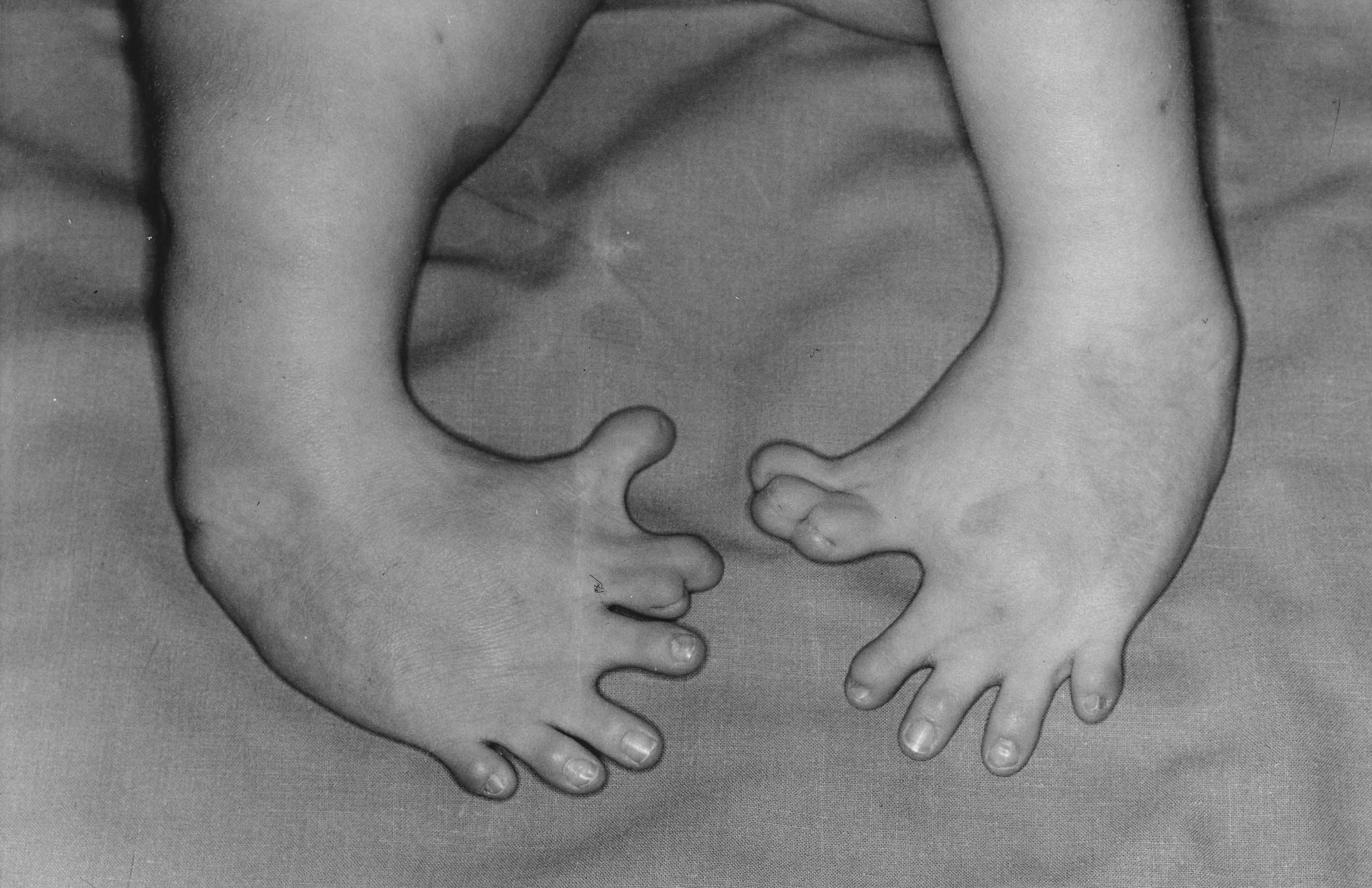
Nem visszafordítható toxikológiai hatás: a thalidomid (Contergan) végtag fejlődési rendellenességet okozó hatásának klasszikus példája

- A hatás lehet reverzibilis (megfordítható), ha a mérgezést kiváltó xenobiotikum szervezetből történő  kiürülése után a szervezet minden  funkciója normalizálódik, mint például egy nem végzetes kimenetelű alkohol-mérgezést vagy altatószer-mérgezést követően ez várható.
- Irreverzibilis (nem visszafordítható) hatás kialakulásáról beszélünk olyan mérgezések után ahol az élettani funkciók nem normalizálódnak vagy a szervezet szöveteiben, szerveiben maradandó károsodás marad vissza.  A tuberkulózis gyógyítására használt nagy dózisú sztreptomicin kezelés maradandó hallóideg károsodást okoz, mert a degenerált központi idegrendszeri idegrostok nem képesek regenerálódni. Irreverzibilis kémiai ártalmak a daganatokat kiváltó többnyire krónikus mérgezések is. De ide sorolandók a méhen belüli  magzati fejlődési rendellenességek is, melyeknek klasszikus példája a thalidomid (Contergan).

- A hatás prognózisa szerint:

- Előre jelezhető hatásokról beszélünk akkor, ha a szervezet xenobiotikumra adott válaszreakciója dózisfüggő módon, reprodukálhatóan, a megelőző biztonsági toxikológiai vizsgálatok megállapításai szerint következik be egy normális reakcióképességű szervezetben.
- Nem várt, kiszámíthatatlan hatást válthat ki a xenobiotikum egy olyan szervezetben amelynek a reakcióképessége genetikai vagy immunológiai okokból az adott dózist jól tűrő, egyéntől eltérő. Ezeknek az eltérő egyedi különbségek az okát a méreg felszívódásában, eloszlásában, a receptorral való interakciójában vagy esetleg annak lebomlásában, kiürülésében kell keresni. Az ilyen egyéni érzékenységből fakadó válaszreakciót a szaknyelv adverz hatásnak nevezni.  Ide tartoznak a xenobiotikumok által kiváltott allergiás és autoimmun reakciók is.

## A mérgezett állapot kialakulásának okai és azok felosztása
A mérgezett beteg akut orvosi ellátása után a további mérgezések elkerülése érdekében, vagy a büntetőjogi felelősség megállapítása érdekében fel kell deríteni, hogy mi vezetett az életveszélyes állapot kialakulásához, vagyis mi volt a mérgezés oka, célja és milyen szándék vezette azt. Ennek megfelelően a lezajlott mérgezés lehet:
- Szándékos mérgezés, melynek okai lehetnek:

- Öngyilkosság célú mérgezés, amikor az egyén saját akaratából alkalmaz önmagán valamilyen mérget saját élete kioltására. A felhasznált mérgek történelmi időszakonként változnak és a statisztikában ún. divatos mérgek is fellelhetők.
- Gyilkosság célú mérgezés, melyben főleg színtelen, szagtalan és elsősorban íztelen mérgező anyagok használatosak ételbe, italba keverve. Gyilkosság célú mérgezések esetében is megfigyelhetők az adott korszakokra jellemző divatos méregfajták.

- Nem szándékos mérgezések okai lehetnek:

- Baleset vagy tévesztés (kábítószer túladagolás, mellényúlás).
- Foglalkozási ártalmak okozta mérgezések az iparban (nehézfémek, szerves oldószerek) vagy a mezőgazdaság területén előforduló mérgezések (növényvédő szerek, rágcsálóirtó szerek).
- Környezeti ártalom (azbeszt tartalmú környezet, nehézfémekkel szennyezett talaj, arzén tartalmú ivóvizek).
- Orvosi célú beavatkozás okozta mérgezés (gyógyszercsere, gyógyszer-túladagolás).

## A mérgezett beteg kezelésének általános irányelvei
Akut mérgezéssel ambuláns ellátásra érkező mérgezettek túlnyomó többsége szándékos öngyilkos vagy balesetből, fatális eltévesztésből, túladagolásból származó mérgezés áldozata. Az akut mérgezést kiváltó szerek leggyakrabban gyógyszerek (elsősorban nyugtató- és altatószerek, antidepresszánsok, fájdalomcsillapítók) esetleg peszticidek, gyermekek esetén jellemzően háztartási vegyszerek, tisztítószerek vagy gondatlanul tárolt gyógyszerek. Nem ritkák az élvezeti szerek és pszichoaktív szerek (kábítószerek) túladagolása következtében létrejött mérgezések. Bár a többnyire életveszélyes állapotban lévő beteg kezelésének módját a beteg adott állapota és a kiváltó ágens kémiai természete döntően befolyásolja, az orvos (klinikai toxikológus) adott protokollban rögzített sorrend szerint a következő beavatkozási lehetőségeket veszi számba:
- Sürgősségi ellátás. Amennyiben a mérgezett beteg kritikus életfunkciói (agyműködés, vérkeringés, légzés) veszélyeztetettek, akkor azok helyreállítása, vagyis az életveszélyes állapot azonnali elhárítása minden más beavatkozást megelőz. Az orvosi elsősegély (oxiológia) tehát, többnyire csak tüneti terápia, amelynek fontosságát az is igazolhatja, hogy a kezelésnek ebben a stádiumában a méreg azonosítása legtöbbször még nem történt meg.

- A dekontaminálás, azaz a szervezetbe került mérgező ágens eltávolítása azt jelenti, hogy az expozíció helyéről, ahol a méreg fizikailag érintkezett a szervezettel (például bőr, szem, nyálkahártya, gyomor), a további felszívódást a szervezetbe megakadályozzák.  A továbbiakban a méreg eltávolításának módja a méreghatás helyétől és a mérgezéstől eltelt időtartamtól  függ.

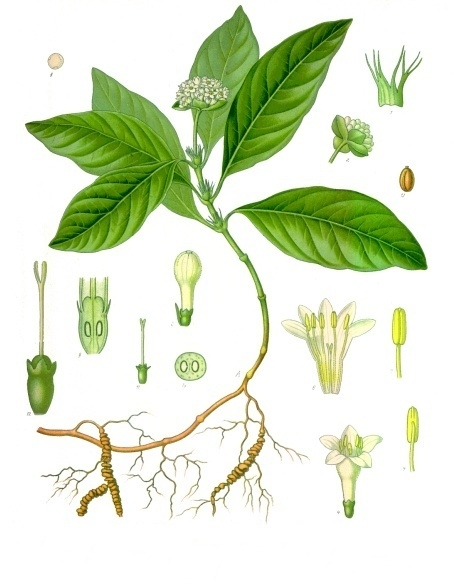
Ipekakuána (Carapichea ipecacuanha), a Magyar Gyógyszerkönyvben hivatalos gyógynövény, melynek emetin és cefelin alkaloidokat tartalmazó gyökeréből készült tinktúra, a máig ismert egyik leghatékonyabb hánytatószer

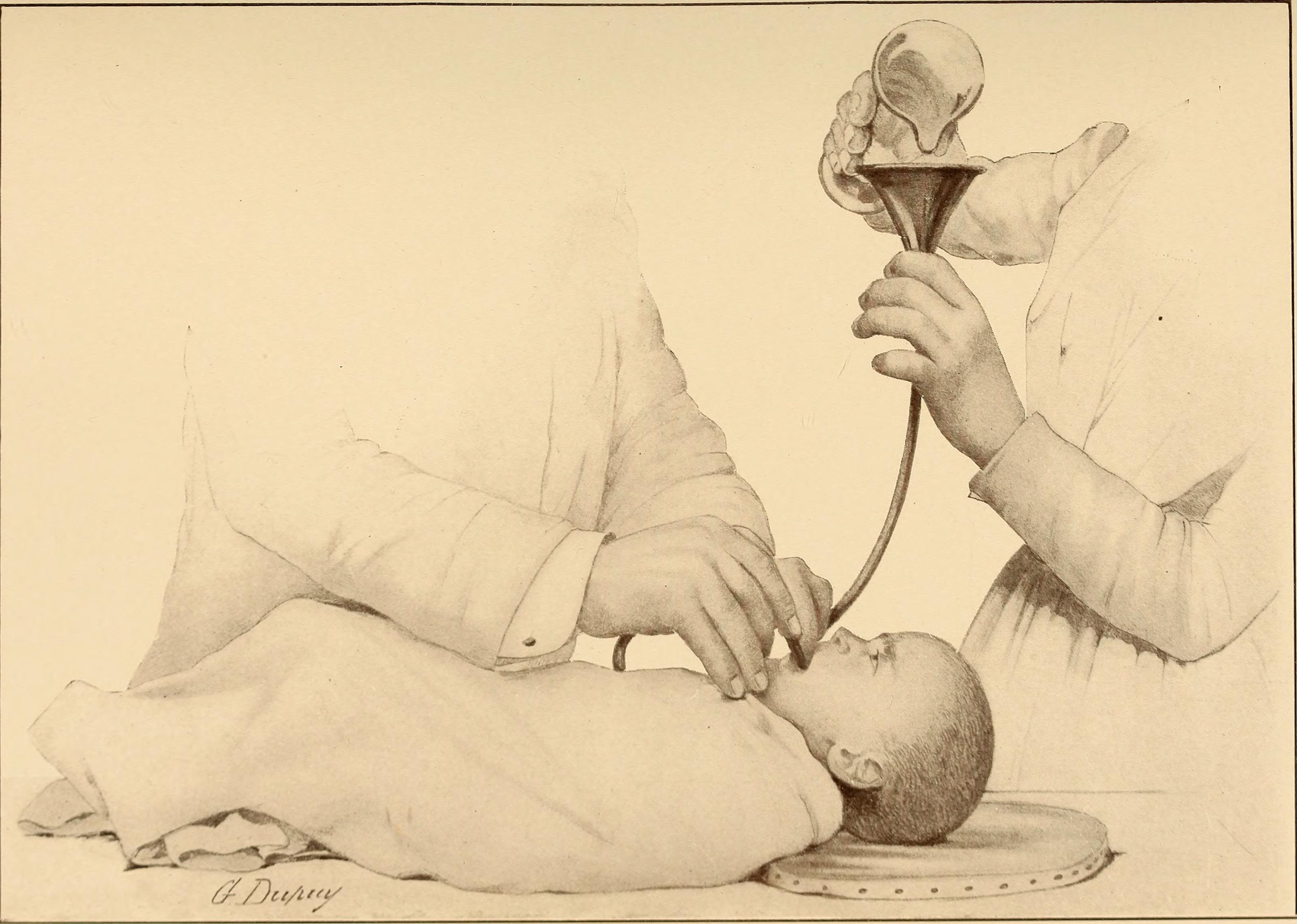
Gyomormosás csecsemőnél

A szájon át a szervezetbe került és a gyomorból még fel nem szívódott mérgek eltávolításának leggyakoribb módja az aktív szén (Carbo activatus) adása, mely a hatékonyságát az óriási fajlagos felületének (kb. 1000  m²/g) köszönhetően a legkülönbözőbb vegyületeket megköti (adszorbeálja), miközben egyetlen mérgező anyag károsító hatását sem fokozza. Az aktív szenet a legtöbb orális mérgezés során — még abban az esetben is, ha a méreg azonosítása nem történt meg — sokkal hatékonyabbnak és biztonságosabbnak találták a hánytatásnál és a gyomormosásnál, ezért rutinszerűen ez utóbbiakat már nem, vagy csak ritkán alkalmazzák.
Hánytatásra legtöbbször az ipekakuánagyökér (Tinctura ipecacuanhae) kivonatát használják, de ha a beteg együttműködő állapotban van, a hánytatást a nyelvgyök vagy a hátsó garatfal mechanikus ingerlésével is megkísérelik. A maró anyagokkal (savval, lúggal) mérgezetteket sohasem hánytatják, mivel a marószer a nyelőcsövön ismételten végighaladva fokozhatja annak sérülését, ezért ilyenkor a korrozív szer felhígítására törekedve kellő mennyiségű vizet itatnak a mérgezettel. Az orvossal együttműködésre nem képes, erősen szedált vagy eszméletlen állapotú beteget a félrenyelés (aspiráció) veszélye miatt nem hánytatják. A gyomorból a mérgező anyagokat hánytatással teljesen és  megbízhatóan eltávolítani nem lehet, ezért annál sokkal célszerűbb a gyomormosás, amelynek előnye, hogy eszméletlen mérgezetten is elvégezhető. További előnye, hogy nagy átmérőjű szondával végrehajtva ételmérgezésből származó darabos gyomortartalom is eltávolítható. A beavatkozást langyos vízzel vagy fiziológiás sóoldattal végzik egészen addig, amíg végül tiszta mosófolyadékot nyernek vissza. Ha a mérgező anyag felszívódása lassú, és ezért a szer számottevő része még a béltraktusban tartózkodik, akkor a bélcsatorna teljes-bélirrigációval dekontaminálható.  Ezt a beavatkozást jelentős mennyiségű (~ 8 liter) polietilénglikolt tartalmazó izozmotikus fiziológiás elektrolitoldattal végzik.
Nem ritka a mezőgazdasági munka során bőrre került permetezőszer okozta akut mérgezés. A peszticidek fizikokémiai természetüket nézve többnyire zsíroldékony vegyületek, amelyek a vízoldékony anyagokkal ellentétben a bőrön át könnyen felszívódnak.  A bőrre jutott zsíroldékony vegyületek lemosása detergenssel, elsősorban szappanos vízzel történik. A leggyakoribb, bőrön át felszívódó peszticidek kémiai szerkezetükre nézve foszforsavészterek, amelyek a szappan lúgos oldatában lebomlanak. A nikotin bőrről történő eltávolítása ezzel szemben ecetes lemosással történik, mivel a savas közegben a nikotin vízoldható formába kerül és így a felszívódása drasztikusan csökken. A szem nyálkahártyájára került maró anyagok eltávolításának legbiztonságosabb módja az azonnali bőséges öblítés vízzel.
- Antidotum adása, vagyis olyan szerekkel történő kezelés, amely bizonyos mérgek káros hatását vagy azok támadáspontjukhoz való hozzáférését gátolni képesek. A mérgező anyagok sokféleségéhez igazodva az ellenszerek is változatosak és hatásmódjuk tekintetében is többfélék lehetnek.  A mérgező anyag ismeretében a kezelő toxikológusnak mérlegelnie kell, hogy milyen antidotumot alkalmaz.

Az antidotumok egy nagy csoportját alkotják azok az anyagok, amelyek a méreg kémiai megkötésével, vagy azokkal történő közvetlen kémiai reakcióval inaktiválják a mérgező anyagot. Általános irányelvként elmondható, hogy kémiai közömbösítésre olyan antidotumok használhatók, amelyek a xenobiotikummal reakcióba lépve a szervezeten belül vízoldékony termékeket eredményeznek, ezzel gyorsítva a mérgek vizelettel történő kiürülését.
Ilyenek a komplexek kialakítására képes, fémeket megkötő szerves vegyületek, a nehézfémsókkal (higany-, arzén-, bizmut- ólom- vagy vasvegyületekkel) történt mérgezéseknél alkalmazott fémkelátok. Az antidotumoknak ebbe a csoportjába sorolhatók még a rovar- és kígyómérgeket inaktiválni képes toxinellenes antitestek, az úgynevezett antiveninek.
Némely esetben nem a xenobiotikum önmaga felelős a káros hatásért, hanem annak a szervezetben keletkező metabolitjai. Ebben az esetben a mérgező hatásért felelős metabolit képződését próbálják gátolni az antidotummal. Ilyen antidotum például az etil-alkohol, amely a metil-alkohol - vagy az etilén-glikol mérgezés ellenszere. Az etil-alkoholnak nagyobb az affinitása a metanolt vakságot okozó, hangyasavvá alakító enzim (alkohol-dehidrogenáz) kötőhelyéhez, ezért etanol jelenlétében több idő marad a metanol változatlan formában történő kiürüléséhez.
Az antidotumok egy másik csoportja a méreg és annak támadáspontja között létrejövő kémiai kapcsolat (interakció) gátlásával, a kötőhelyek blokkolásával mérsékli a káros hatásokat.  Ilyen esetekben az ellenszer rendszerint nagyobb kémiai affinitást mutat a kötőhellyel szemben, mint a mérgező molekula. Ennek jó példája a naloxon, amelyet morfin túladagolás esetén adnak a betegnek, hogy a morfin okozta légzésbénulást elkerüljék vele. A naloxon a nagyobb affinitásánál fogva leszorítja a morfint az agy légzőközpontjában található  receptorokról, miközben a receptorokat és a mögötte álló fiziológiás folyamatokat nem befolyásolja.

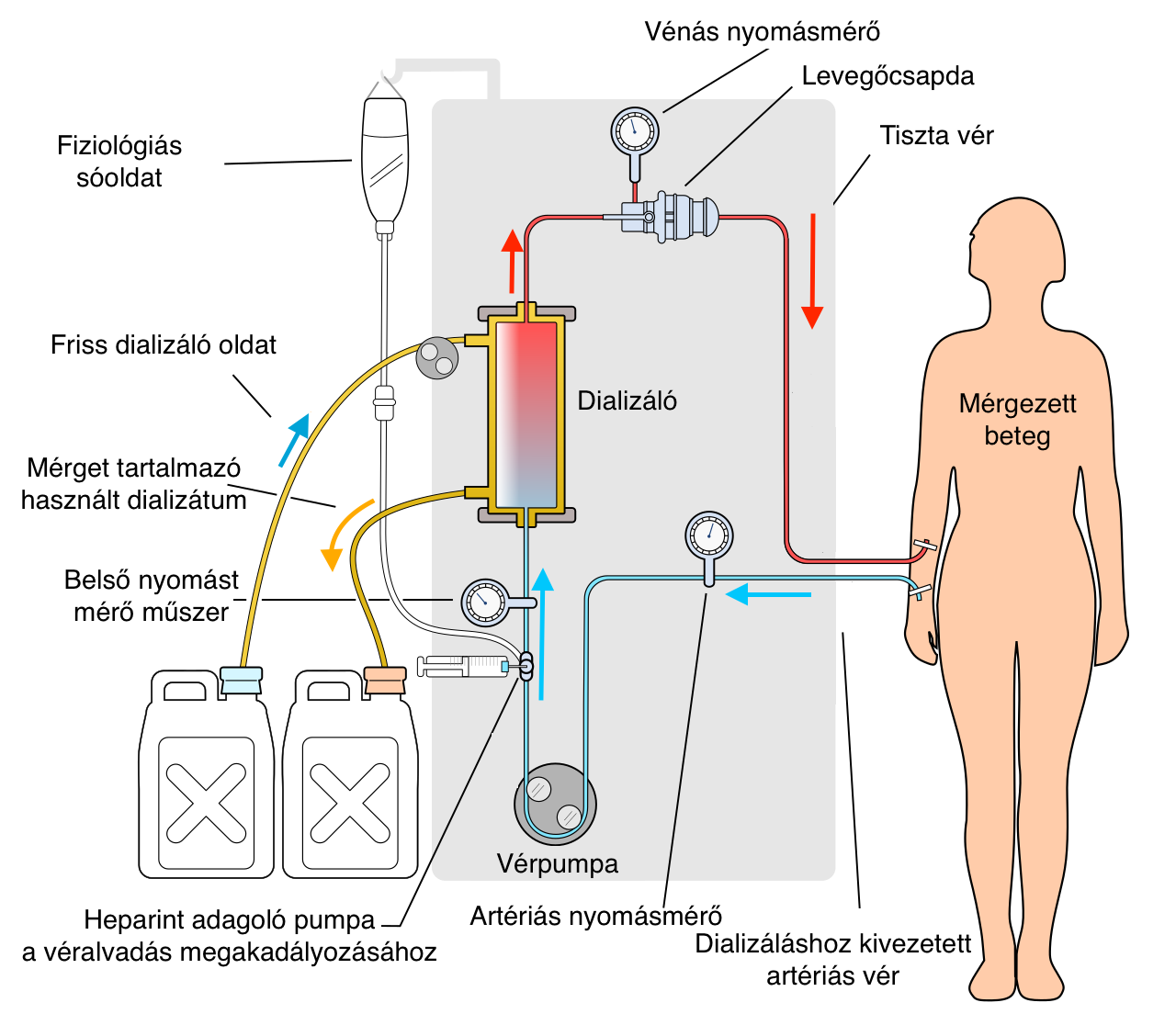
A hemodialízis vázlata mérgezett betegnél

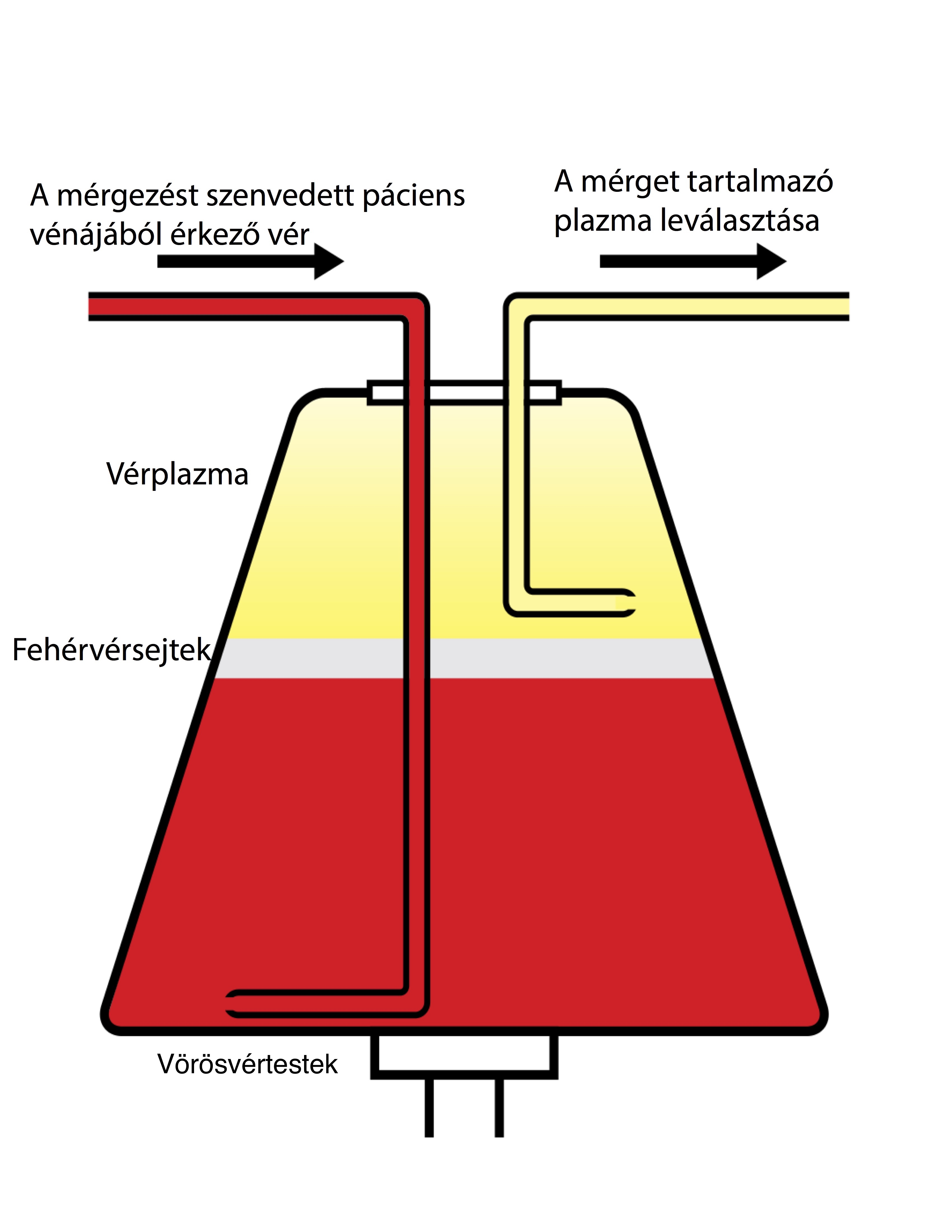
A plazmaferezis során használt vércentrifuga működésének sémája. A mérgező anyagokat tartalmazó vérplazmát és a vér alakos elemeit elválasztja, majd az utóbbiakat friss, idegen eredetű plazmával keverve visszajuttatják a mérgezett betegbe.

- A méreg kiürülésének gyorsítása egy másik lehetőség a beteg normális fiziológiai állapotának mielőbbi visszaállítása érdekében. Könnyű belátni, hogy a mérgezett beteg normális életfunkcióinak visszaállításához elengedhetetlen a már felszívódott és a szervezet folyadéktereiben eloszlott, mérgező anyagok mielőbbi eltávolítása.  A szervezet önmaga is mindent megtesz ennek érdekében a méreg kémiai lebontásával (metabolizmusával), továbbá a méreg és metabolitjai vizelettel, széklettel, olykor a tüdőn át kilégzéssel való eltávolítása érdekében. Általánosságban elmondható, hogy minél vízoldékonyabb egy metabolit, annál könnyebben eltávolítható vesén át a vizelettel.  Ezért a szervezet a metabolizmus során igyekszik a zsíroldékony mérgező anyagokat vízoldható metabolitokká alakítani.  A beteget kezelő orvosnak több lehetősége is van a arra, hogy a mérgező xenobiotikumnak és metabolitjainak eltávolítását gyorsítsa.

- A méregtelenítés, azaz a xenobiotikumok lebontása túlnyomórészt a májban történik.  Az ott keletkező vízoldékony metabolitok a keringés segítségével a vesébe jutnak és ott a vizelettel kiválasztódnak.  A zsíroldékony metabolitok ezzel szemben az epével ürülve hagyják el a májat és a bélcsatornába kerülnek, ahonnan jelentős részük ismét felszívódik, visszakerülve a májba, ahol adott esetben tovább metabolizálódhatnak, majd ismét az epével a bélcsatornába kerülnek.  Ez a körfolyamat addig tart, amíg a méreg lassan el nem fogy.

- A klinikai toxikológusnak lehetősége van arra, hogy az epe által a tápcsatornába szállított méreg és metabolit keverék ismételt felszívódását (reabszorbcióját) és így visszajutását a májba terápiás eszközökkel akadályozza, fokozva ezzel a széklettel való távozást. Erre szolgálhat a korábban már említett aktív szén ismételt adása, illetve annak cholestyraminnal történő kiegészítése.  Ez utóbbi  egy bélből fel nem szívódó anioncserélő gyanta, melynek tartós adagolásával az újbóli felszívódás (reabszorbció) gátolható.  A bélben ily módon megkötött káros anyagok a széklettel távoznak anélkül, hogy az ismételt keringésbe jutásukkal meghosszabbítanák a beteg mérgezett állapotát.

- A vérben keringő zsíroldékony mérgező xenobiotikumok nem képesek a vér vizes fázisában (vízterében) feloldódni és abban tökéletes vizes oldatot létrehozni. Olajszerűen viselkednek, mikroszkopikus méretű cseppeket hozva létre (kolloid) a vérplazmában, és vagy szabadon vagy a plazmafehérjékhez tapadva keringenek. Az ilyen zsíroldékony (lipofil) mérgek kiürülésének felgyorsítása érdekében a belekből felszívódni nem képes, zsírpótlószert (olestra) juttatnak jelentős mennyiségben a beteg  béltraktusába. Ezzel megnövelik a béltartalom lipofilitását amely ezáltal, mint kiváló zsíroldószer, képes a vérben keringő kolloidális olajcseppeket a vizes környezetből magába oldani. A zsíroldékony xenobiotikum tehát a bélfalon átdiffundálva mintegy beleoldódik a bélcsatornát kitöltő zsírpótlószerbe, majd azzal együtt a széklettel távozik.

- A szervezetbe került xenobiotikumok kiürülésének másik természetes útja – a széklettel történő mellett – a vizelettel való eltávolítás (exkréció). Ebből következik, hogy  a vizeletkiválasztás (diurézis) fokozása egy hatékony orvosi beavatkozás lehet a vérben keringő méreganyagok eltávolítására. Ennek az orvosi beavatkozásnak kritikus feltétele, hogy a vese önmaga is hozzá kell, hogy járuljon a méreg eliminációjához. Könnyen belátható, hogy ha nincsenek meg bizonyos fiziológiai feltételek, hogy a vérből a xenobiotikum a vizeletbe szűrődjön át – és így a vese nem képes annak vizelettel való eltávolítására – akkor ezt a "képtelenséget" az orvos gyógyszeresen fokozni nem tudja.  Fokozott diurézis kiváltása általában mannit-infúzióval érhető el, vagy furoszemid adásával gyorsítható.  A kezelőorvos a méregmolekula kémiai karakterétől függően, a vizelet lúgosításával vagy annak savasításával a kiválasztást tovább gyorsíthatja az infúzióba adott nátrium-hidrogén-karbonát vagy ammónium-klorid adásával.

- A hemodialízis (ismertebb nevén: művesekezelés) lényege, hogy egy féligáteresztő hártya egyik oldalán a vért, másik oldalán egy dialízisoldatot áramoltatnak, miközben a méreg molekulái a koncentráció-gradiensüktől  hajtva a vérből a hártya pórusain keresztül a dializáló-folyadékba áramlanak.  Bár a hemodialízis gyakori klinikai eljárás, ennek ellenére használata limitált, csak kis molekulatömegű (< 500), vízoldékony molekulák eltávolítására alkalmas, mint az alkohol, metanol, etilénglikol, beleértve ez utóbbiak toxikus metabolitjai is.

- A hemoperfúzió egy olyan orvosi beavatkozás, amelynek során a beteg vérét egy,  a mérgező molekulákat jól megkötő anyaggal töltött oszlopon pumpálják át, majd ezt követően a vért visszajuttatják a betegbe.  A méreg molekuláinak kémiai karakterétől függően választják meg az oszlop töltetét, amely lehet abszorbens (pl. aktív szén) vagy ioncserélő gyanta. A méregtelenítésnek egy igen hatékony és gyakran alkalmazott módja ez a klinikai toxikológiában, amely lehetővé teszi mind a víz- mind a zsíroldékony mérgek eltávolítását a szervezetből. Az oszlop töltetének nagy kötőkapacitása biztosítja, hogy még a vérfehérjékhez kötött xenobiotikumok is eltávolításra kerüljenek a vérből. Hemoperfúzióval eltávolítható például a gombamérgezések méreganyaga (a-amanitin, falloidin) de jól használható gyógyszermérgezéseknél (barbiturátok, fenitoin és carbamazepin-származékok) és növényvédő-szerek okozta mérgezéseknél is.

- A plazmaferezis során a mérgezett beteg vére egy speciális vércentrifugába kerül, amely a mérgező anyagokat tartalmazó vérplazmát és a vér alakos elemeit elválasztja, majd az utóbbiakat friss, idegen eredetű plazmával keveri (rekombinálja), végül a beteg keringésébe visszajuttatja.  Ebben az esetben a mérgező anyagot a plazmával együtt távolítják el a szervezetből. Ezt a meglehetősen költséges életmentő eljárást elsősorban a plazmafehérjékhez erősen kötődő mérgek eliminációjára használják, amikor az ennél olcsóbb hemodialízis nem alkalmazható (α-amanitin).

- A támogató tüneti kezelés és utógondozás a károsodott életfunkciójú mérgezett beteg folyamatos figyelemmel kísérését jelenti a méreg hatásának megszűntéig, ami sok esetben tovább tarthat, mint a méreg kiürülése a szervezetből. A támogató kezelés többek között kiterjed a keringésre, a testhőmérséklet fenntartására, a vese- és májfunkcióra, a só- és vízháztartásra, a sav-bázis egyensúlyra, az idegrendszer egészére.  A beteg gyakran mesterséges táplálásra szorul, ami történhet szájon át vagy eszméletlenség esetén infúzió formájában.

## A mérgező hatást befolyásoló tényezők
A mérgező anyagok felszívódását, a szervezet folyadéktereiben való megoszlását, lebontását, és kiválasztását több körülmény is befolyásolhatja, ezzel megváltoztatva a mérgezettben a szer várható toxicitását. Ilyen körülmény lehet az életkor, az egyedi genetikai vagy immunológiai rendellenességek, betegség, elhízott állapot, alkoholizmus, de befolyásolhatják a  már beszedett gyógyszerek, vagy akár az étrend is. Alábbiakban a teljesség igénye nélkül, néhány tipikus példa kerül ismertetésre.
- Az elsősorban a vizelettel távozó mérgező anyagok - egyes esetekben gyógyszerek - nem várt és megnövekedett toxicitásával kell számolni a beszűkült vesefunkciójú vesebetegeknél, ami gyógyszerek esetén (pl. aminoglikozid antibiotikumok) a dózisok csökkentését teszi szükségessé.
- A máj méregtelenítő kapacitásának csökkenése esetén a méreg toxikus hatásának erősödésével kell számolni. Ezzel a problémával találkozhat a toxikológus májkárosodott, idült alkoholistáknál, akiknél a méregtelenítéshez használt májszöveti glutation koncentráció gyakran a normális érték felét sem éri el.
- A máj méregtelenítési mechanizmusának éretlenségével magyarázható, hogy újszülötteknél, csecsemőknél a mérgező anyagokra (vagy gyógyszerekre) adott toxikus választünetek arányában erősebbek, mint egy felnőtt mérgezettnél.
- Mérgező xenobiotikumok bélcsatornából való felszívódását jelentős mértékben befolyásolhatja a tápcsatorna tartalma.
- A bőr legfelső szarurétegének vastagsága, hidratáltsága, pillanatnyi vérellátása nagyban befolyásolhatja az elsősorban zsíroldékony mérgező anyagok bőrön át történő felszívódását.  A szaruréteg hiánya miatt, a testfelszínre jutó lipofil xenobiotikumok különös veszélyt jelenthetnek a csecsemőkre, amit a nagy fajlagos bőrfelület tovább növelhet.
- Egyes, nagy bőrfelületen alkalmazott krémek, kenőcsök, kozmetikumok drasztikusan megnövelhetik zsíroldékony mérgek (pl. peszticidek) bőrön át történő felszívódását.
- A túlsúlyos, kövér emberek zsírszövete képes tartósan megkötni és felhalmozni zsíroldékony xenobiotikumokat, ezzel csökkentve a szervezet más folyadéktereiben - és így a szer hatáshelyén is, mint például az agyban - a szer toxikus koncentrációját. Ha éhezés vagy tudatos fogyókúra után a zsírszövet mennyisége hirtelen megfogyatkozik, akkor az ott tárolt toxikus vegyületek bejuthatnak a keringésbe és nem várt mérgezési tüneteket okozhatnak.

## A toxikológia rövid története – a tapasztalattól a tudományig

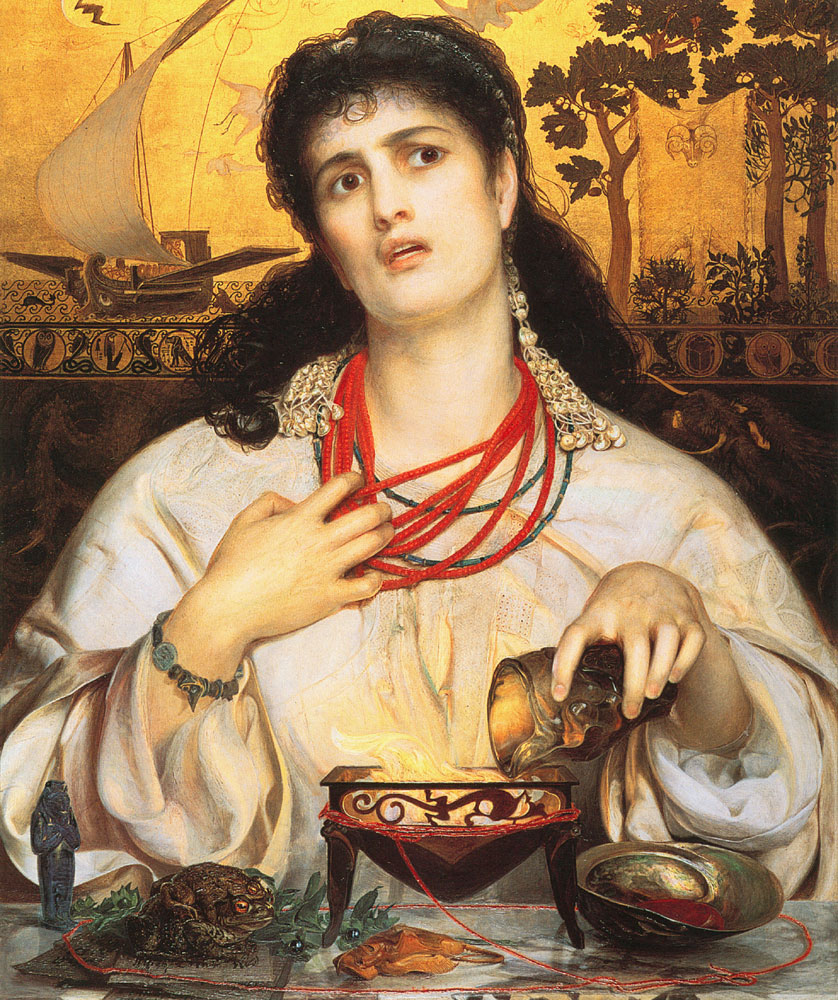
Médeia, az ókor legismertebb méregkeverő nőalakja

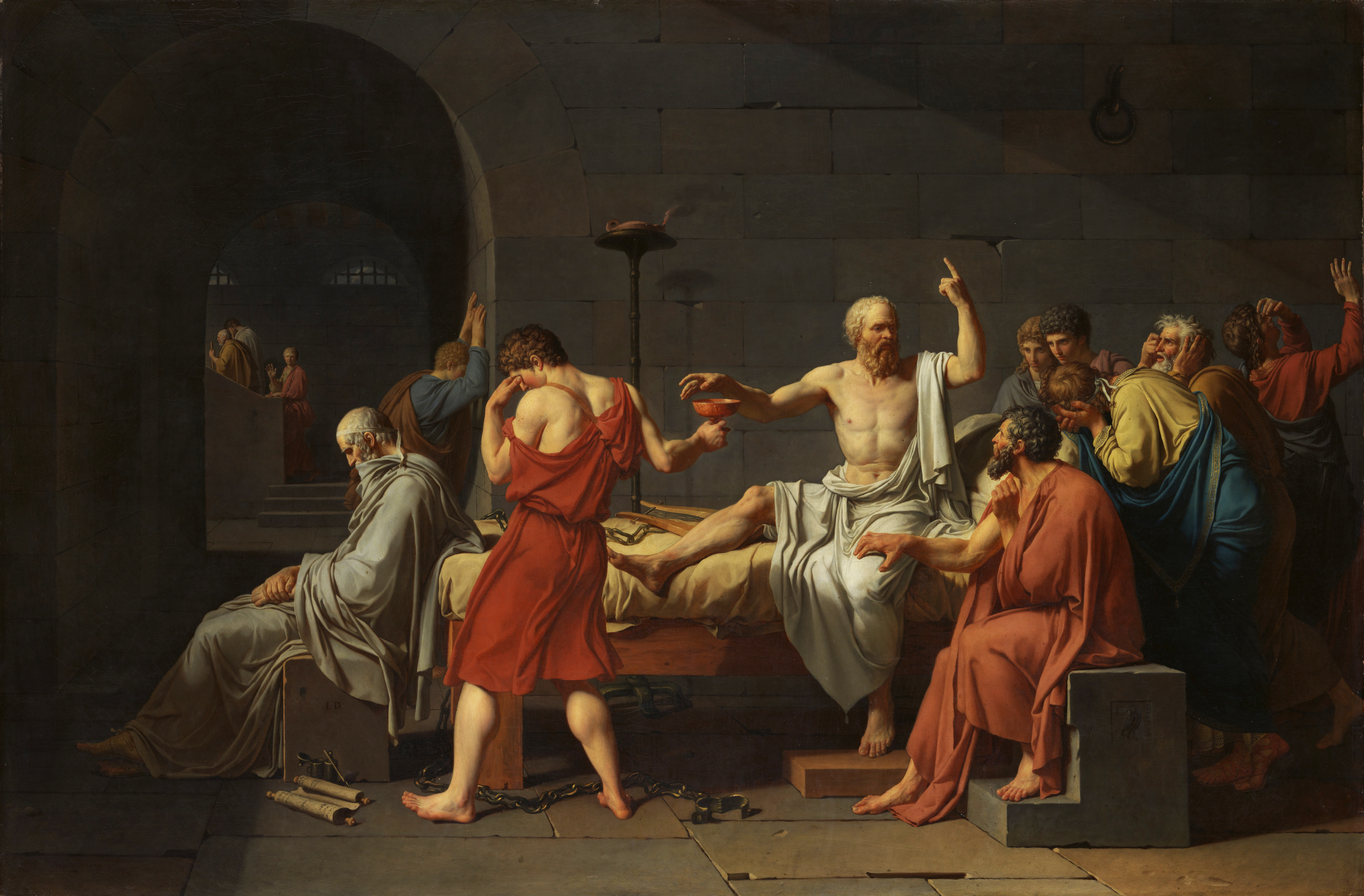
Jacques-Louis David: Szókratész halála (i. e. 469–399)

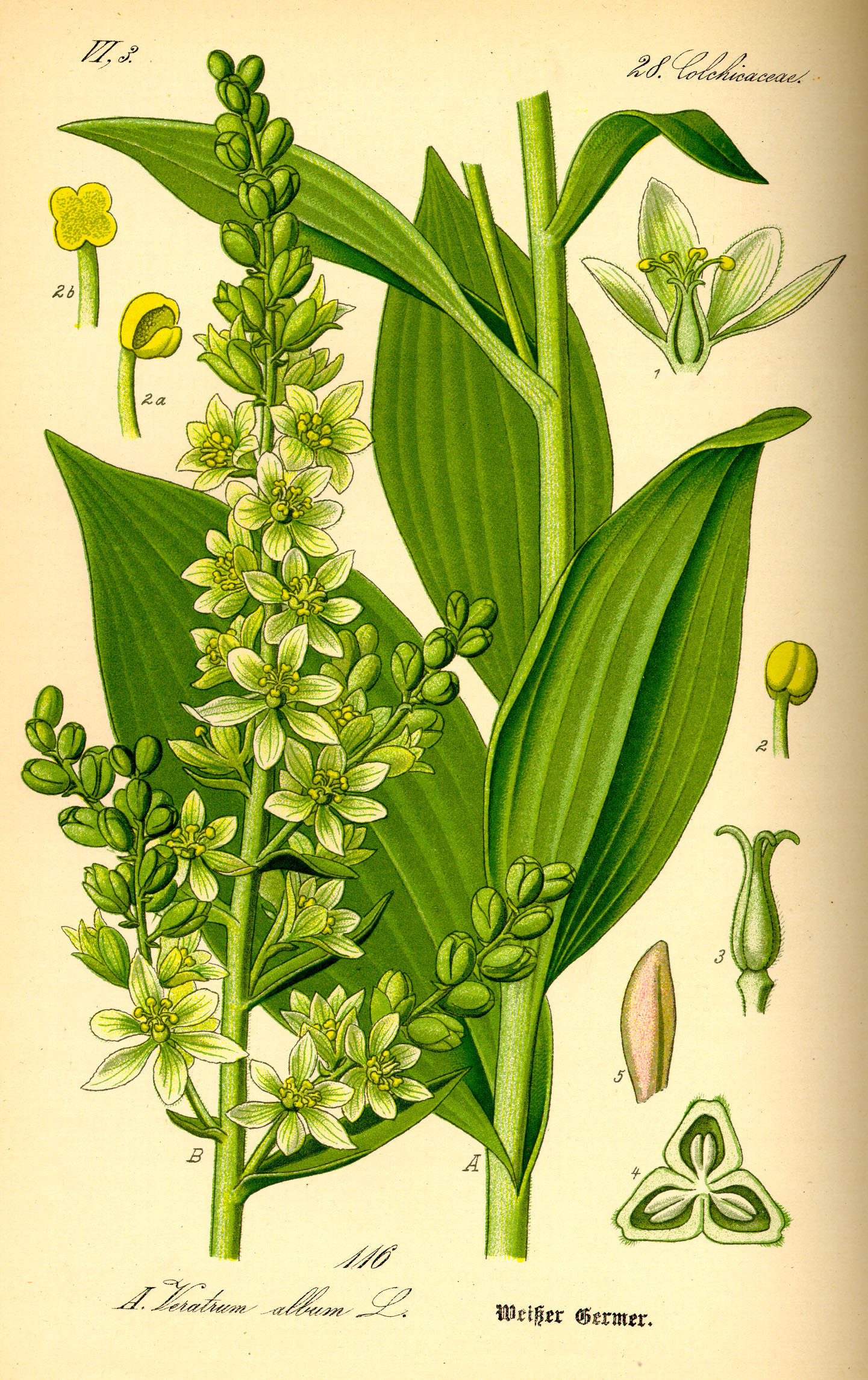
A mérgező fehér zászpa (Veratrum album), amelynek főzete feltehetően Nagy Sándor halálát okozhatta

Áspiskígyó (Naja haje), amelynek mérges harapásával Kleopátra saját életét kioltotta

Ahhoz, hogy a toxikológia a mai tudományos igénnyel megfogalmazott és gyakorolt, szerteágazó szakterületté váljon, a társtudományok – elsősorban a fiziológia és kémia – fejlődésére, annak kellő mélységű ismeretére volt szükség, amelyre csak a 18. század elejétől nyílt lehetőség. A nem tudományos igényű méregtani ismeretek, vagyis a mérgezésekről és azok lefolyásáról szerzett első empirikus ismeretek megszerzése visszavezethető az emberré válás kezdetéhez, hiszen őseink életben maradásának egyik fontos feltétele volt, hogy a táplálkozásuk során felismerjék és elkülönítsék az ehetőt a mérgezőtől.  Később a gyakorlatban szerzett méregtani ismeretek fontos forrását jelentették azok a megfigyelések, amelyeket a háziasított állatok etetése során a takarmányba került mérgező növények, mint a foltos bürök,  az őszi kikerics, a csattanó maszlag, a beléndek, vagy a nadragulya szolgáltattak. A természetben fellelhető mérgező anyagok megismerése után hamarosan sor került azok nem véletlenszerű használatára is, amely a vadászatban, hadviselésben vagy a politikai ellenfelek szándékos megmérgezésében nyilvánult meg.  Később a mérgek, mint a betegségeket legyőző, gyógyító farmakonok jelennek meg a medicinában, de paradox módon a medikális segédlettel elkövetett emberölés, vagyis az aktív eutanázia is része a toxikológia történetének.

### Mérgek a társadalmi és politikai konfliktusok kezelésében
A mérgek használata politikai gyilkosságokhoz, öngyilkossághoz vagy spirituális szertartások részeként visszanyúlik az őskorba, beleolvad az ember történelmébe, mely gyakorlat évszázadokon keresztül folytatódott és még ma sem szűnt meg teljesen.
A prehisztorikus korszakból a „méregkeverést” mint  kifinomult politikai eszközt az ógörög mitológia őrizte meg, majd a szóbeli hagyományt később a klasszikus görög irodalom dolgozta fel számunkra. A méregkeverés az istenek és félistenek ellenségeskedéseiben is szerephez jutott, így vált Médeia az ókor legismertebb méregkeverő nőalakjává Euripidész (i. e. 480–406) tragédiája nyomán.
A mai napig számos legenda és találgatás született a hellén hadvezér Nagy Sándor (i. e. 356–323) halálával kapcsolatban. Ezek közül toxikológiai szempontból figyelemre méltó lehet az a hosszú ideig hirdetett feltevés, amely szerint a halálát harcban szerzett mérgezett nyilak és dárdák által okozott sérülések okozták. Ezt a feltevést azonban a legutóbbi kutatások cáfolni látszanak és Nagy Sándor halálát a mérgező fehér zászpa (Veratrum album) növényből készített méreggel hozzák összefüggésbe, amelyet a hadvezér feltehetően borba keverve fogyaszthatott el.  A halálával kapcsolatos további elméletekre és találgatásokra vonatkozó információk itt olvashatók: Nagy Sándor halála Babilonban
A politikai gyilkosságok egyik legrégibb írott formában fennmaradt története Hippokratész híres kortársáról, a klasszikus görög filozófia alapítójától, Szókratészról (i. e. 469–399) szól, akit istentelenséggel vádolva halálra ítéltek. Szókratésznek ugyan lehetősége lett volna elmenekülni, de ő a foltos bürök főzetével mérgezte meg magát.
A toxikológia történetének egyik érdekes mozzanata az ókori Anatóliaban VI. Mithridatész pontoszi király (i. e. 132–63), aki okkal vagy ok nélkül, de rettegve és tudatosan készülve arra, hogy megmérgezik, dózis alatti mérgek szedésével próbált védettséget szerezni.  Továbbá, ennek érdekében összeállított egy legalább ötvenféle anyagból álló általános ellenmérget is, amelyet később a római Aulus Cornelius Celsus (i. e. 25 – i. u. 50) enciklopédista, a könyveinek az orvoslásról szóló De re Medica című részében Antidotum Mithridaticumnak nevezett.
A történelem másik jól ismert nőalakja az egyiptomi Ptolemaiosz dinasztia utolsó uralkodója, Kleopátra (i. e. 69–30) is igen tájékozott volt a méregkeverés területén és politikai céljai elérése érdekében használta is ezeket az ismereteket. Kleopátra hatalmas alexandriai könyvtárában, a Muszeionban fellelhetők voltak az akkor ismert világ összes tudósának írott művei, amelyekben számos tekercs foglalkozott növényi, állati mérgekkel és antidotumokkal. Végül hatalmi pozíciójának összeomlása miatt Kleopátra halálát is saját fegyvere okozta. Hogy a meghurcoltatást és megaláztatását elkerülje, áspiskígyóval maratta meg magát és lett öngyilkos.
Mérgezésben meghalt történelmi személyek talán legtöbbet vizsgált alakja a száműzetésében Szent Ilona-szigetén elhunyt Bonaparte Napóleon, akit minden jel szerint a Bourbonok által megfizetett Charles Tristan de Montholon márki mérgezett meg arzénnal, részben politikai okokból, részben személyes bosszútól indíttatva.  Bár az arzénmérgezés gyanúja már halálakor (1821) felmerült és évekig vita tárgyát képezte, a bizonyítékot csak sokkal később, 1960-ban a Glascow-i Egyetem nukleáris kutató-laboratóriumában (Harwell Nuclear Research Laboratory of the University of Glasgow) elvégzett aktivációs analízissel sikerült szolgáltatni. A francia történészek ezt az eredményt  sem fogadták el és a vizsgálatot 1995-ben egy további, független szervnek, a Toxicology Crime Laboratory of the United States Federal Bureau of Investigation-nak adták ki, ahol az arzénmérgezés ismét bizonyítást nyert.
- A klasszikus időszak

Megközelítően i. e. 700-tól i. sz. 300-ig eltelt ezer év alatt a mérgező növényi, állati és ásványi anyagokról írott formában összegyűjtött és kezdetleges formában rendszerezett  ismeretek jelentősen bővültek. A gyógyszeres terápia európai fejlődése Görögországban Hippokratész (i. e. 460–375) munkásságával kezdődött, aki a betegségek gyógyítása mellett foglalkozott a mérgezésekkel, azok tüneteivel és gyógyításával is. A görögök által használt nyílmérgek és azok elkészítésének módját az athéni filozófiai iskola kiemelkedő alakja, Platón (i. e. 427–347) leírásából ismerhetjük. Továbbá ugyanannak az iskolának vezető alakja, a botanikához is értő Ereszoszi Theophrasztosz (i. e. 371–287?) munkáiból részletesen megismertetjük a kor jellemző mérgező növényeit, állatait, ásványi anyagait.  A görög kultúrát, így a tudományos ismereteket, a gyógyítást és a növényi mérgek ismeretét később átvették és tovább gazdagították a rómaiak. Tudománytörténeti szempontból kiemelkedő jelentőségű a római idősebb Plinius (Kr. u. 23–79) által írt, 37 kötetből álló Naturalis Historia enciklopédikus műve, amelyben a növények gyógyászati célból történő felhasználása mellett a mérgeknek is nagy teret szentel. Továbbá korát megelőzve foglalkozik az ételek és a gyógyszerek potenciális toxikus szennyeződéseivel.  Az enciklopédikus művében foglalkozik olyan érdekességekkel is, mint a higany-szulfiddal dolgozók por ellen védő és belélegzést akadályozó maszkja, ami arra utal, hogy már az ókorban is ismerték a por toxikológiai veszélyeit.
Pedaniosz Dioszkoridész (kb. i. sz. 40–90) Rómában összeállítja az ókor legfontosabb gyógyszerkönyvét. Az ötkötetes De Materia Medicinában dolgozta fel korának ismert gyógynövényeit, továbbá felállított egy rendszert a mérgek eredetük szerinti csoportosítására – amely tizenhat évszázadon át az európai gyógyszerészet irányadó műve maradt. Említésre méltó, hogy Dioszkoridész a lenyelt mérgek eltávolítására már hánytatószereket használt. Ezek az ún. emetikus készítmények a gyomorrontások és az ételmérgezések kezelésére is alkalmasak voltak.
- A reneszánsz kor toxikológiája

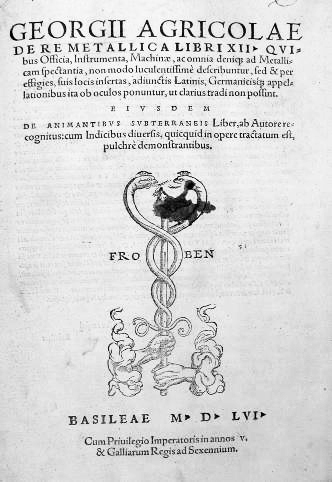
Georg Bauer (Georgius Agricola) De Re Metallica című műve

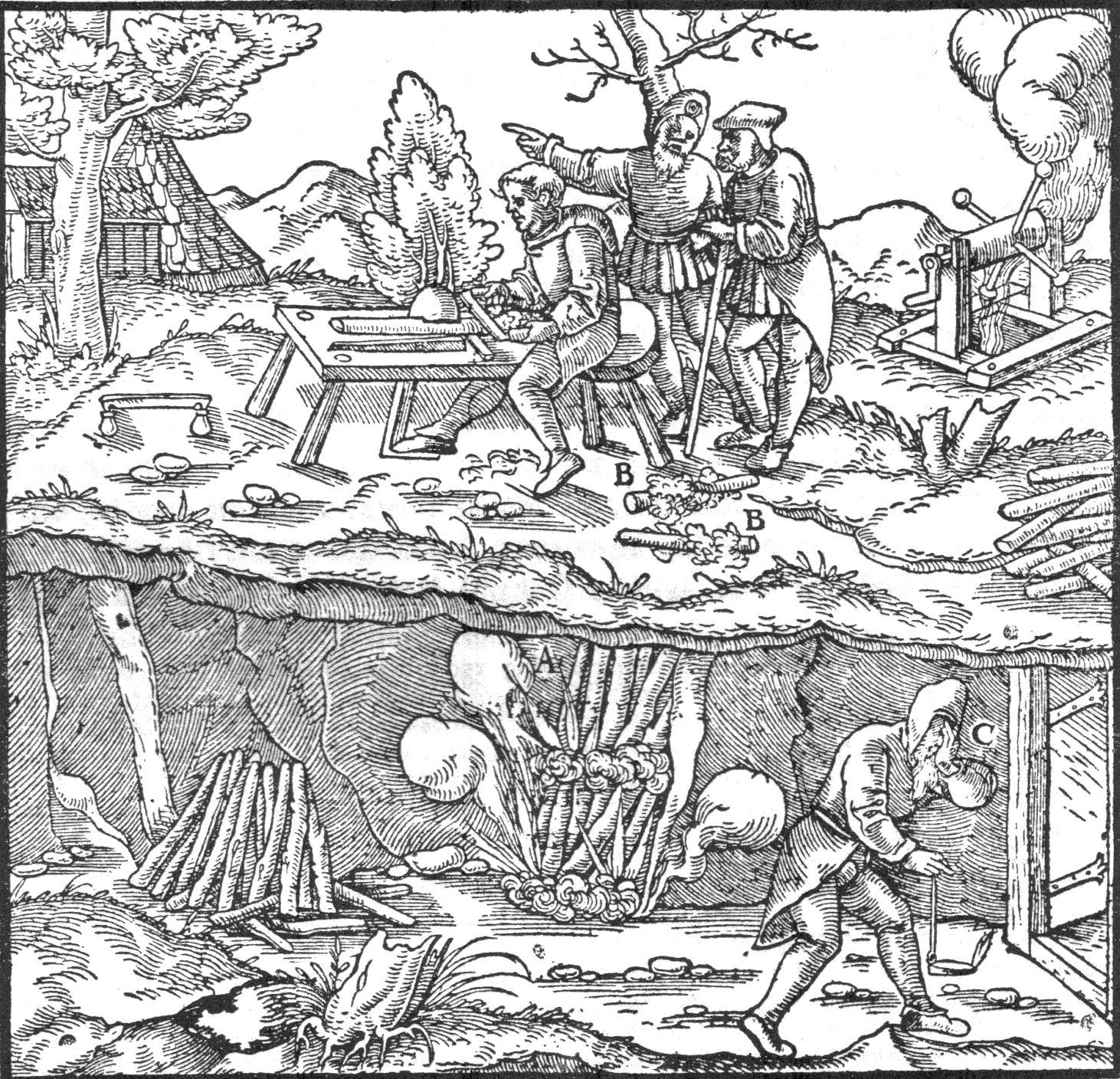
Bányakép illusztráció a De Re Metallicából

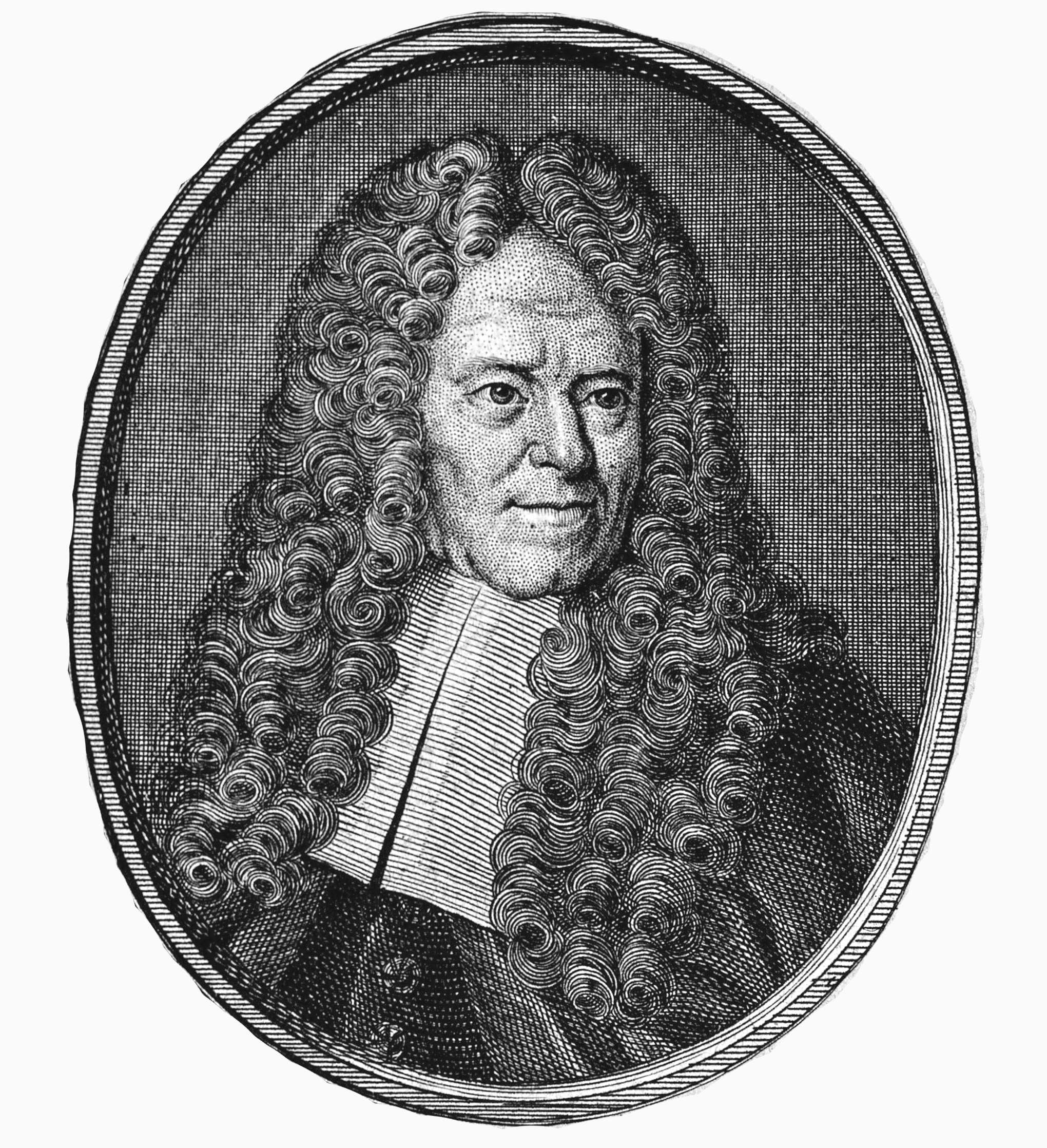
Bernardino Ramazzini (1633–1714), akit a foglalkozási orvostan atyjának tekintenek

A Nyugatrómai Birodalom bukása után (476) az európai természettudományos fejlődés megtorpant és csak a 14. században Itáliában kezdődő reneszánsz eljövetelével kapott új erőre.  A közben eltelt mintegy ezer évet a tudomány sötét középkoraként említhetjük, mely időszakban egyedül az arab hatásra kibontakozó alkémia adott tudományosnak aligha mondható vegytani hátteret az empirikus méregkeverésnek. Csak elvétve voltak jónak mondható empirikus megfigyelések a mérgezések kezelésére. Ez utóbbira lehet példa (Maimonidész  (Moses ben Maimon) i. sz. 1135–1204), aki mérgekkel, mérgezésekkel és antidotumokkal foglalkozva tapasztalati úton figyelt fel arra, hogy olajos folyadék itatása a lenyelt méreg felszívódását sok esetben késlelteti. A mérgezésekhez alkalmazott terápiák többsége mágiára, különböző varázslatos praktikákra épült, amelyet jól példáz az az elterjedt tévhit, hogy kígyómarásokra leghatásosabb antidotum a szájban tartott, vagy lenyelt smaragd.
A toxikológia reneszánszának kezdeti időszakából tudománytörténeti érdekességként említhető Leonardo da Vinci (1452–1519) azon próbálkozása, hogy mérgezett gyümölcsöt állítson elő arzénes locsolással. A módszer nem vált be, mert a növények anyagcseréje és maga a locsolás jelentős mértékben felhígította, a talaj pedig részben megkötötte a mérget. Leonardo részletes feljegyzéseket készített kísérleteiről, megemlítve azt is, hogy az almafáit a kártevők kevésbé támadják meg, vagy teljesen elkerülik.
A 15. századtól a toxikológiai megfigyelések és elméletek minőségükben javultak, egyre objektívebbek lettek, megközelítve a tudományosság igényét. Ezzel párhuzamosan a szemléletmód is változott, amely az akkor kialakuló kezdetleges vegyiparba is bevonult, lassan kialakítva azt az orvosi szakterületet, amit ma foglalkozási toxikológiának nevezünk.
Ulrich Ellborg (1459–1499) német orvos 1473-ban kiadott röplapja óvta az aranyműveseket és ötvösöket, felhíva figyelmüket a higany, az ólom és az antimon tartalmú ötvözetek gőzeinek egészségre gyakorolt káros hatására, hangsúlyozva a megelőző intézkedések fontosságát.
A középkor és az újkor fordulóján az orvosi hivatását Svájcban teljesítő Philippus Aureolus Paracelsus (1493–1541) elsőként mondta ki azt a jól ismert alapelvet, hogy a dózis teszi a mérget méreggé. Vagyis minél több méreg jut a szervezetbe, annál erősebb lesz a hatás, és van egy küszöbérték, amely alatti expozíció esetén nem jön létre mérgezés. Paracelsus túllépve a korának babonái által megbéklyózott gyakorlaton, egy racionálisabb, objektívebb korszakot nyitott a mérgezések területén, szerepe meghatározó volt az ipari toxikológia kialakulásában.
Paracelsus kortársa, Georgius Agricola (Georg Bauer 1494–1535) a „De Re Metallica” című művében részletesen beszámol a bányászok és ércfeldolgozók között előforduló gyakori megbetegedésekről, a cink, ólom, vas, antimon és bizmut ércek olvasztását végzők körében, mely betegségek a mai olvasatban leginkább tuberkulózisnak, karcinómának, illetve szilikózisnak feleltek meg.
Egy évszázad múltán az ipari forradalom kezdeti időszakában az ipari toxikológia mai napig elismert képviselője Bernardino Ramazzini (1633–1714) itáliai orvos volt, akit ma a foglalkozási orvostan atyjának említ a szakirodalom. Élete során mintegy húsz könyvet írt, amelyek közül a legkiemelkedőbb az 1700-ban kiadott De Morbis Artificum Diatriba volt és amelyben terápiás eljárásokat is megfogalmazott a foglalkozási megbetegedések gyógyítására. Ramazzini volt az, aki az orvostudomány történetében először javasolta, hogy a betegek vizsgálata során a Hippokratész által javasolt kérdéseken túlmenően a betegtől meg kell kérdezni a foglalkozását is.
- A modern kor toxikológiája

A tudományos igényességet is megkövetelő modern kori toxikológia az ipari forradalommal egyidőben jelenik meg, amely magával hozta mindazon változást és veszedelmet, amelyet ma kemizációnak nevezünk. Jól példázza ezt az angliai St. Bartholomew Kórház sebészorvosa, Percivall Pott (1714–1788), a foglalkozási rákkeltő anyagok első leírója 1775-ben, aki a kéményseprők herezacskóbőrén kialakuló bőrrákot az égéstermékek, kátrány és korom hatásával hozta összefüggésbe. Figyelmet érdemlő az angol Charles Turner Thackrah (1795–1833) orvos munkássága, aki az ipari forradalmat követő vegyipari tevékenységek okozta munkahelyi és környezeti ártalmak legkedvezőtlenebb jellemzőit mutató Leedsben praktizált. Betegei mintegy száz különböző iparágban dolgoztak Leedsben és annak környékén. Trachkrah részletesen leírta (1831) a festők és fazekasok krónikus ólommérgezését, valamint a bányászoknál és köszörűsöknél a porexpozíciót követő tüdőbetegségek kialakulását. Többek között ennek volt köszönhető, hogy 1833-ban a brit parlament törvényt hozott a Gyáripari Felügyelőség felállításáról, megalkotva ezzel a toxikológiai veszélyek szabályozását szolgáló törvények előfutárát.
A toxikológia együtt fejlődik és szorosan összefonódik a farmakológiával, felhasználva a kémiai és fiziológiai megfigyelések eredményeit. Ez az az időszak, amikor számos, korábban már ismert toxikus hatású növényi mérget sikerült tisztán előállítani, így a koniint a foltos bürök hatóanyagát, a szolanint, nikotint vagy a keserűmandulában található amigdalint, a kínafa kérgéből a kinint. De ebben az időszakban izolálja ópiumból a morfint, majd a kodeint Friedrich Sertürner (1783–1841) német gyógyszerész is.

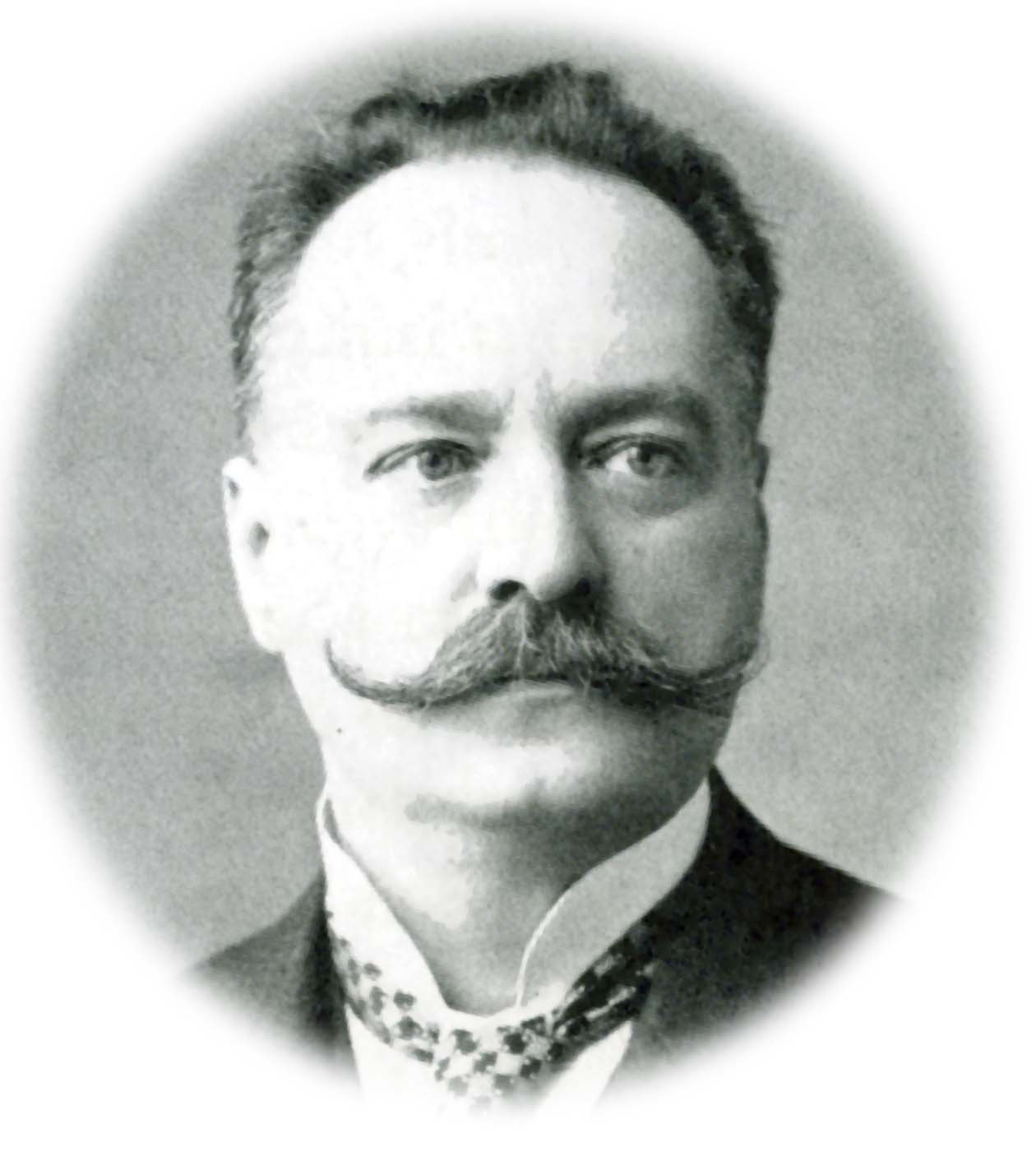
Bókay Árpád (1856–1919)

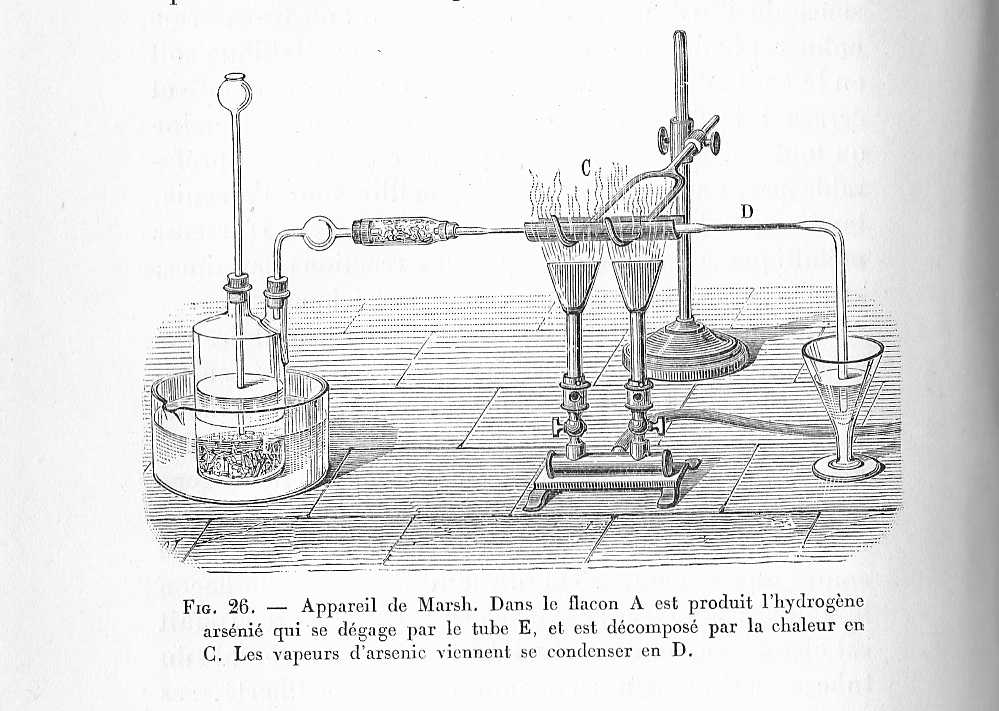
James Marsh készüléke (1836), amellyel az arzénmérgezés bizonyíthatóvá vált, és amely eszközt a 20. század közepéig használta a kriminalisztika

Ugyancsak ebben az időszakban tevékenykedik Párizsban a modern orvosi toxikológia megalapítója, Mathieu Orfila (1787–1853), az eredetileg spanyol születésű orvos, aki az orvostudomány történetében először vezette be a toxikológiába az állatkísérleteket, és hozta  összefüggésbe a dózist a kiváltott mérgező hatással, mely eredményeket az 1814–1815-ben megjelent híres munkájában, a Toxicologie Générale-ban tárja a tudományos világ elé. Orfila analitikai-kémiai módszereket alkalmazva, mérgek jelenlétét mutatta ki a boncolások során, az exhumált holttestekből nyert szövetekben, bizonyíthatóvá téve ezzel a halálhoz vezető szándékos vagy véletlen mérgezéseket. Kutatásainak eredményeit a Leçons de Medicinale Légale (1823), és a Traité des Exhumations Juridiques (1830) című műveiben foglalta össze, amiért Orfilát az igazságügyi orvostan megalapítójaként is számon tartja az orvostudomány. Kritikusan szemlélte korának többnyire hatástalan terápiás eljárásait a mérgezések gyógyításában, miközben Orfila ajánlásai, – mint a mesterséges lélegeztetés, vagy a mérgek gyors eliminációja a szervezetből – még ma is érvényes megállapítások. Említést érdemel még, hogy 1843-ban Orfilát a Budapesti Királyi Orvosegyesület  levelező tagjává választotta.
Orfila munkássága mellett a modern toxikológia születését olyan kémikusok neve is fémjelzi, mint az angol James Marsh (1794–1846), vagy a belgiumi Jean Servais Stas (1813–1891), akik új analitikai módszerek bevezetésével adtak új lendületet a toxikológia fejlődésének. Marsh 1836-ban dolgozta ki az arzén azonosításának módszerét, amellyel Orfila gyomortartalomban és szövetmintákban is kimutathatta mérgezettekből az arzén jelenlétét, ami gyakorlatilag véget vetett a kriminológia arzénmérgezésekkel teli korszakának. Jean Servais Stas 1850-ben a nikotin kimutatásának felfedezésével és publikálásával utat nyitva a szerves mérgek, a növényi méreg (alkaloidok) kimutatása előtt, hozzájárulva a fejlődő igazságügyi toxikológia sikereihez.
1895-ben Ludwig Rehn (1849–1930) német sebész Frankfurtban arra lett figyelmes, hogy a vegyiparban dolgozó anilinfestéket gyártó munkások körében igen gyakori a húgyhólyagrák, amit a munka során elszenvedett festékexpozíciónak tulajdonított.  Bár későbbiek során az Egyesült Államokban humán-epidemiológiai adatok és toxikológiai laborkísérletek során igazolták, hogy a rákot nem az anilinfesték, hanem az alkalmazott béta-naftil-amin és benzidin oldószerek okozzák, ennek ellenére Rehn megállapítása korszakalkotónak mondható, mert ráirányította a figyelmet a vegyiparban használatos anyagok toxikus hatásaira.
Magyar vonatkozásban ki kell emelni Bókay Árpád (1856–1919) belgyógyász, farmakológus, egyetemi tanár munkásságát, aki a A belgyógyászat kézikönyve részeként szentelt teret az orvosi gyakorlatban előforduló mérgezések leírásának.
A 19. és 20. század fordulóján az analitikai kémia fejlődése óriási előrehaladást eredményezett a toxikológiához köthető tudományos alapismeretek tekintetében. Ismertté vált a szervezet, – elsősorban a máj – méregtelenítő mechanizmusa, melynek tanulmányozásában a balti német Oswald Schmiedeberg (1838–1921) ért el eredményeket, miközben Louis Lewin (1850–1929) a metanol, a glicerin, az akrolein és a kloroform toxicitását publikálta.  Az osztrák Erika Cremernek köszönhetően pedig a gázkromatográfiás analízis már rutineljárásként szolgálta a 20. századi toxikológiai  vizsgálatokat.
A 20. század vegyipara óriási mennyiségű új vegyi anyagot zúdított az emberiségre, melyek gyártása során számos toxikus anyagot kell felhasználni, és további mérgező melléktermékek is keletkeznek. Ez nagy kihívást jelent a toxikológusoknak, miközben az utóbbi időben az általuk elvégzett munka mennyisége exponenciálisan növekedett. Ennek köszönhetően, az eddigi ismerteken túl a toxikológia új szakterületei fejlődnek ki, és még korai lenne megmondani, hogy az elmúlt 100 évben a toxikológia fejlődéséhez hozzájáruló sok ezer tudós, kutató közül kiknek a neve fog fennmaradni.

## Adverz hatás
Amikor egy vegyület vagy anyag nem várt, vagy kiszámíthatatlan hatást vált ki, adverz reakcióról beszélünk. Ilyen lehet az egyéni érzékenységből fakadó adverz reakció, például az allergia, vagy más vegyületekkel együtt kialakuló hatás (interakció), az élelmiszer bevitel miatti hatás módosulása, vagy az életkorból adódó fokozott érzékenység.

## Határérték
Egy vegyület ártalmatlan koncentrációját határértéknek nevezzük, amit többnyire 4 mikrorizikóval jellemzünk. Egy mikrorizikó annak a hatásnak felel meg, amit egy anyag, adott koncentrációban egy életen át történő expozíció kapcsán egymillió lakosból egy többlethalálozást okoz. Ezt más néven elfogadható kockázatnak is nevezzük, ami társadalmi megegyezésen alapul.

## A vegyszerek biológiai veszélyessége
A vegyszerek biológiai hatása nagyban függ a fizikai, kémiai tulajdonságaiktól, például vízoldékonyság, zsíroldékonyság, párolgás, tisztaság, halmazállapot, stb., amit a vegyszerekről kiállított Biztonsági Adatlap tartalmaz. Minden vegyszer beszerzése kapcsán a vevőnek meg kell kapnia ezt az adatlapot, ami elősegíti a biztonságos felhasználást, tárolást, és végül a maradék hulladékként történő kezelését.
A vegyszerek környezeti kockázatát befolyásoló tényezők
| Kémiai tulajdonságok                        | Biodegradábilitás                                  | Akkumuláció                                               | Elimináció                                  | Toxicitás                            |
| ------------------------------------------- | -------------------------------------------------- | --------------------------------------------------------- | ------------------------------------------- | ------------------------------------ |
| Oxidációs állapot Interakció más anyagokkal | Oxigén igény Interakciók Hőérzékenység Abszporbció | Zsíroldékonyság Vízoldékonyság Eutrofizáció Fizikai hatás | Mikroorganizmusok Gombák iránti érzékenység | Akut Szubakut Krónikus Bevitel módja |
| Tisztaság                                   | screening                                          | metabolit                                                 | méregtelenítés                              | monitoring                           |

## Ajánlott irodalom
- Darvas Béla: Virágot Oikosnak Budapest 2000 l’Harmattan
- Mezőgazdasági ökotoxikológia / szerk. Darvas Béla és Székács András 2006 l’Harmattan